# Spina elettrica

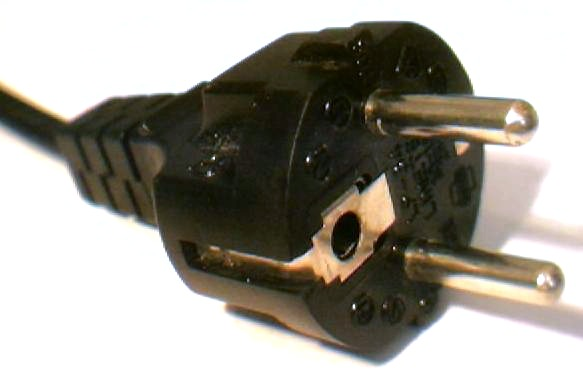
Una spina di tipo E+F da 16 A (CEE 7/7)

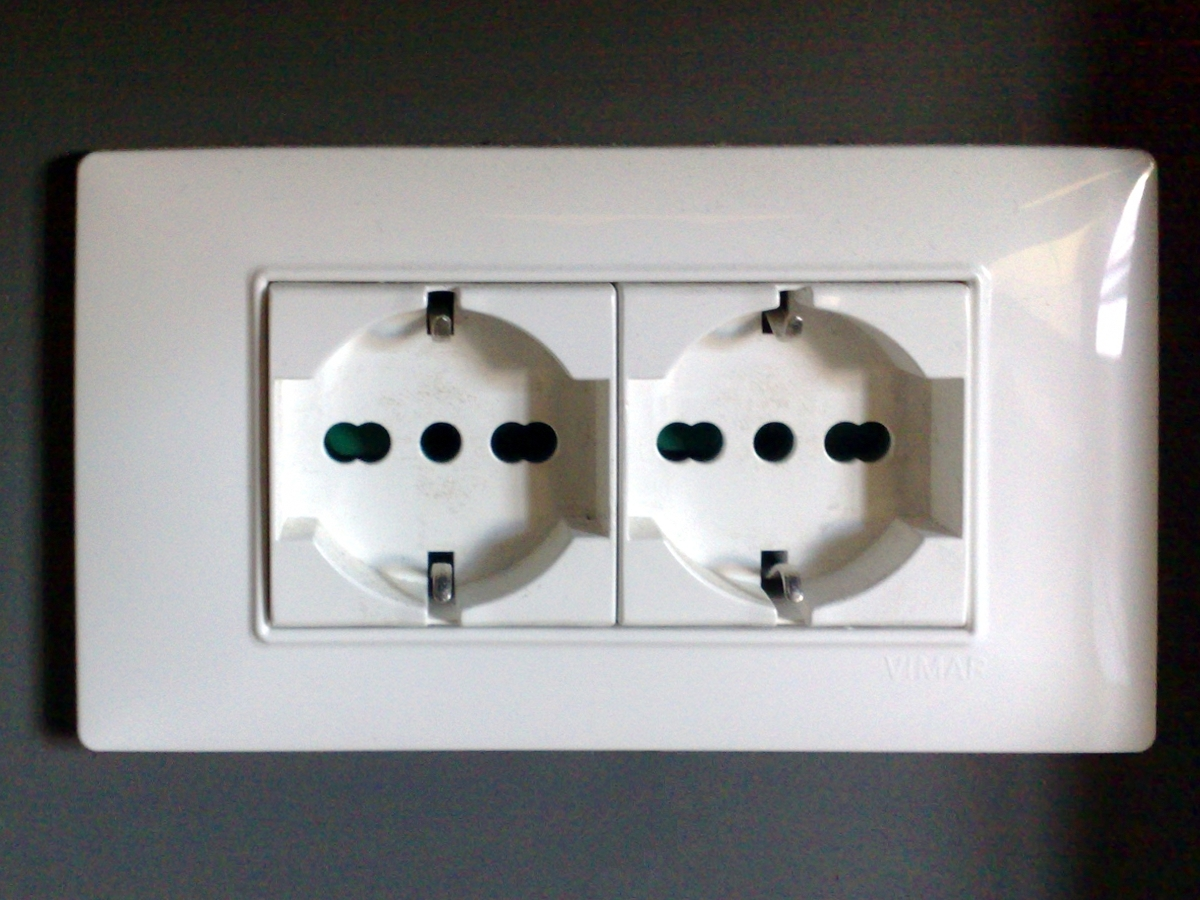
Due prese di tipo F+L da 16 A (CEI 23-50 P 40)

Una spina elettrica è un connettore elettrico progettato per essere inserito in un dispositivo detto presa elettrica.
Per motivi di sicurezza, il lato costantemente sotto tensione è sempre la presa (o "femmina") mentre è la spina (o "maschio") a poter essere innestata nella presa all'occorrenza. In questo modo il lato perennemente in tensione non rimane esposto al possibile contatto diretto.

## Storia

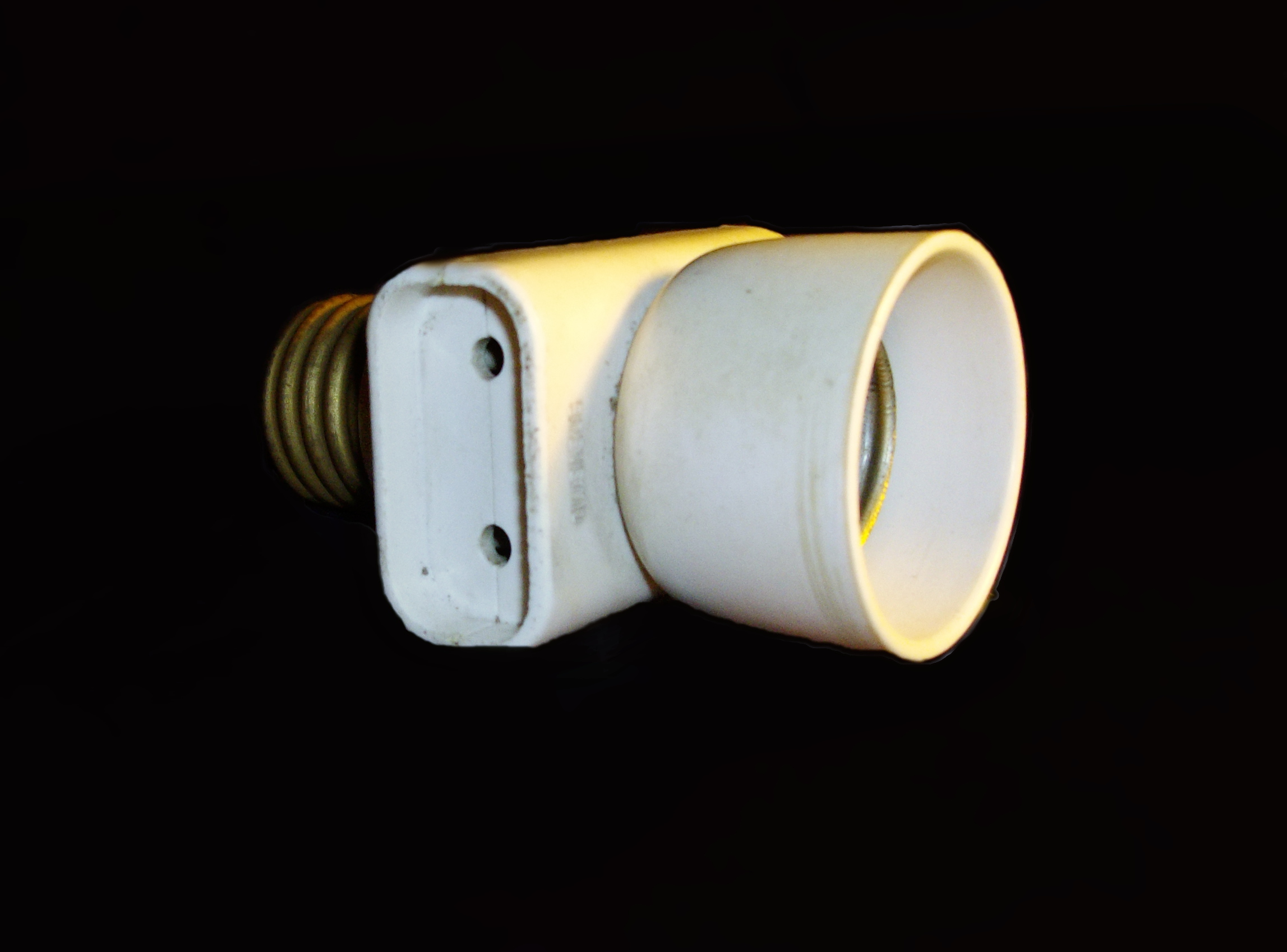
Portalampada con presa per spina di tipo eurospina. Erano utilizzati in passato dove la tariffazione della fornitura di energia elettrica era differenziata tra illuminazione (meno costosa) e forza motrice, in modo da sfruttare la prima anche per gli elettrodomestici.

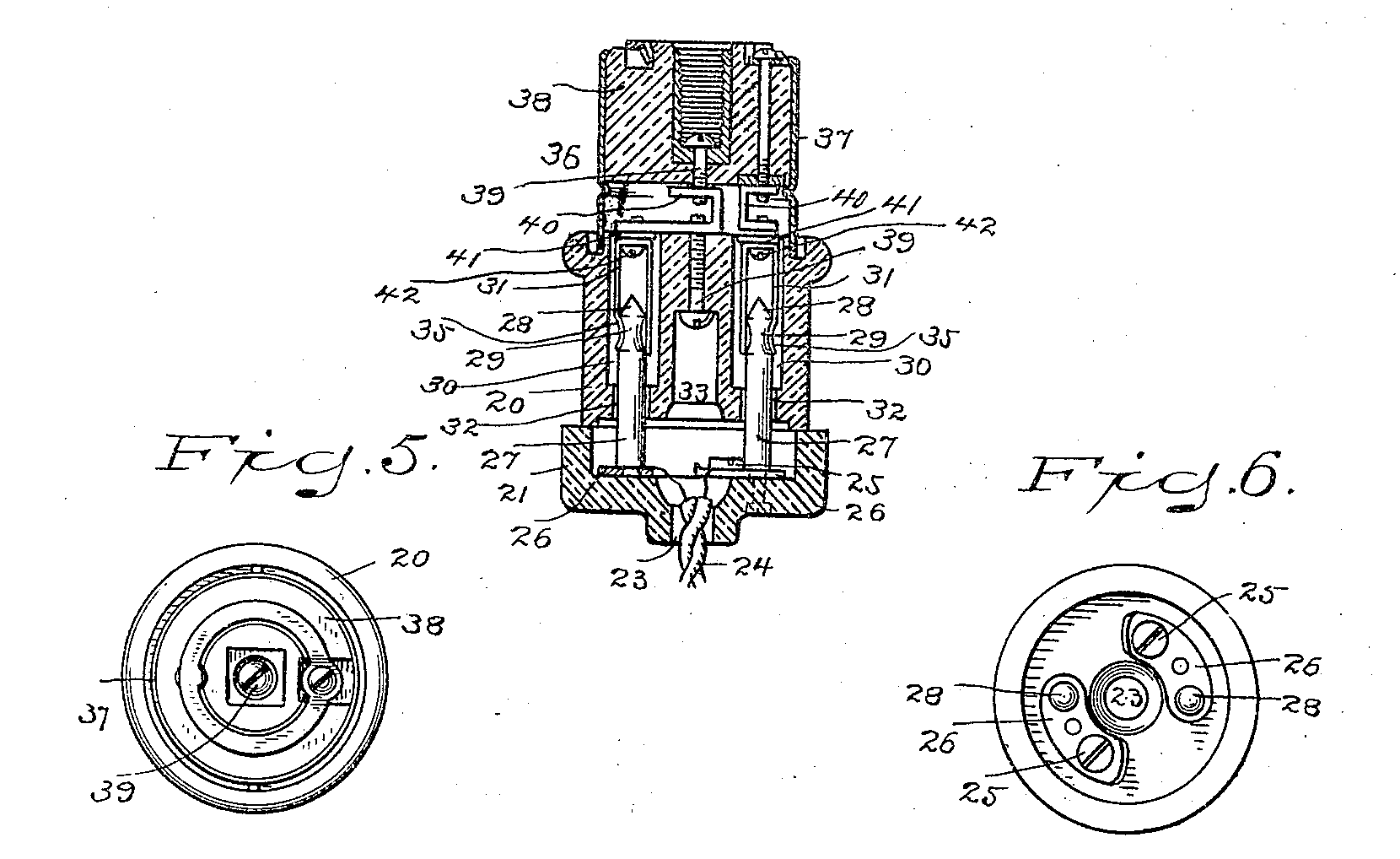
La prima spina di alimentazione elettrica degli Stati Uniti.

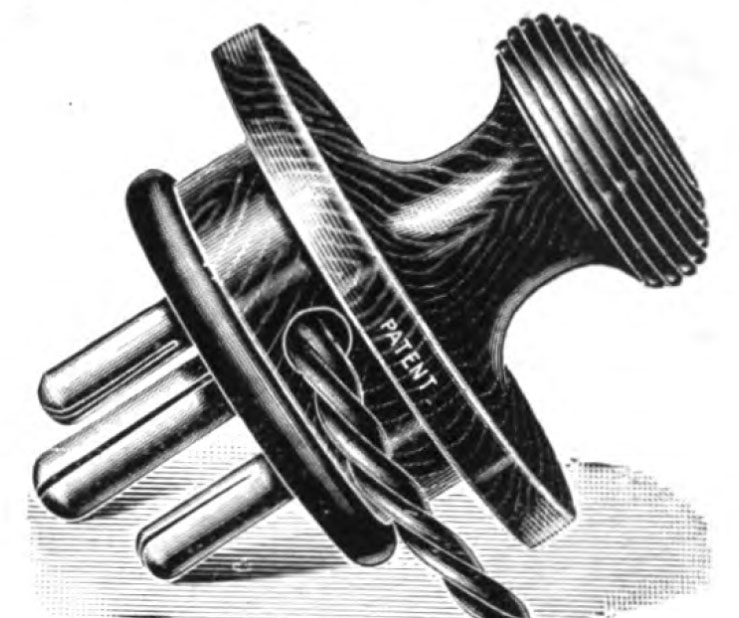
Illustrazione di una spina "Tripin" a 3 poli datata 1911

Quando l'energia elettrica fu introdotta per la prima volta nelle abitazioni, era utilizzata principalmente per l'illuminazione. A quel tempo, molte aziende elettriche gestivano un sistema tariffario in cui il costo dell'energia elettrica per l'illuminazione era inferiore a quello per altri scopi. Ciò indusse a collegare apparecchi portatili (come aspirapolvere, ventilatori, asciugacapelli) alle prese per lampadine, utilizzando tappi portalampada.
Quando l'energia elettrica divenne un metodo comune di alimentazione di vari dispositivi, si rese necessario un sistema sicuro di connessione alla rete elettrica, diverso da una presa per lampadine. Secondo l'autore inglese John Mellanby, il primo sistema di spina e presa in Inghilterra fu introdotto da T.T. Smith nel 1883, e c'erano attacchi a due poli nel 1885, uno dei quali appare nel catalogo del 1889 della British General Electric Company Ltd.
La prima presa elettrica americana fu inventata da Harvey Hubbell e brevettata nel 1904. Il primo progetto di Hubbell era una presa avvitata in un portalampada (come le prime prese portalampada), ma con una spina separabile con perni o lamine. Altri produttori adottarono il modello di Hubbell, che verso il 1915 era ormai ampiamente diffuso.
La spina con contatto di terra ha diversi pretendenti per la sua invenzione. Un libro del 1911 trattando dei prodotti elettrici A. P. Lundberg & Sons di Londra, descrive il Tripin, una spina con messa a terra disponibile in modelli da 2,5 A e da 5 A. La configurazione dei contatti del Tripin appare praticamente identica ai moderni modelli BS 546. La prima domanda di brevetto americano per una spina con messa a terra sembra essere quella dell'11 gennaio 1915 di George P. Knapp, a nome della società Harvey Hubbell. Questo brevetto riguarda l'uso di un contatto di terra che si estende oltre gli altri due contatti per assicurare di essere collegato per primo. La configurazione della presa non era compatibile con le spine a due contatti esistenti.
Il sistema tedesco Schuko è stato brevettato da Albert Büttner nel 1926. L'attuale versione americana della spina con terra, con due lamine parallele e perno rotondo per la terra, è stata inventata da Philip F. Labre, mentre stava frequentando la Milwaukee School of Engineering; gli fu riconosciuto il brevetto negli Stati Uniti nel 1928. Quando la necessità di impianti più sicuri divenne evidente, il sistema di messa a terra con tre contatti fu reso obbligatorio nella maggior parte dei paesi industriali. In Italia la messa a terra è obbligatoria per tutti gli impianti elettrici costruiti dopo il 1990.
Il motivo per cui attualmente esistono diversi tipi di spine e di prese elettriche è dovuto alla scelta di molte nazioni di sviluppare un proprio modello di presa piuttosto che adottare uno standard comune. In alcuni paesi, tra cui l'Italia, non c'è un unico modello, ma vengono utilizzati diversi tipi di spina, aggiungendo ulteriori complicazioni all'utilizzatore e, in alcuni casi, creando problemi di sicurezza. La tendenza è ora quella di adeguarsi, per le nuove costruzioni, a uno dei pochi modelli effettivamente disponibili. Nei vecchi edifici sono ancora in uso connettori impiegati da quasi un secolo, ben prima che nascessero i modelli moderni.
Uno degli elementi ancora non raggiunti sulla strada dell'unificazione europea è l'adozione di uno standard comune. Per esempio, la spina italiana si può inserire nelle prese francesi, tedesche e svizzere solamente se è a due poli, priva cioè del contatto centrale di messa a terra. La presa usata nel Regno Unito è invece del tutto incompatibile con le spine utilizzate nel resto d'Europa.
Diversi tentativi sono stati fatti per creare un'eurospina, ma i singoli paesi sono restii a modificare la propria situazione. Il cambiamento è comunque in corso: da un lato si stanno installando prese in grado di accettare più formati (in Italia ad esempio si usa una Schuko modificata con un foro di terra centrale in più), dall'altro i produttori di elettrodomestici adottano spine in grado di inserirsi in diverse prese in uso nei paesi europei. Inoltre la Commissione europea ha creato una nuova spina, denominata IEC 60906-1, che dovrebbe sostituire in futuro tutte quelle dei singoli Stati europei; tuttavia, per ora, nessuno di essi l'ha adottata.

## Materiali utilizzati
Il materiale utilizzato per le parti che vengono in contatto è normalmente l'ottone, spesso rivestito di stagno o nichel.
Il corpo isolante è realizzato con resine di opportuna rigidità dielettrica, buon livello di isolamento, resistenza a calore e urti e caratteristiche di autoestinguenza del fuoco.

## Funzione

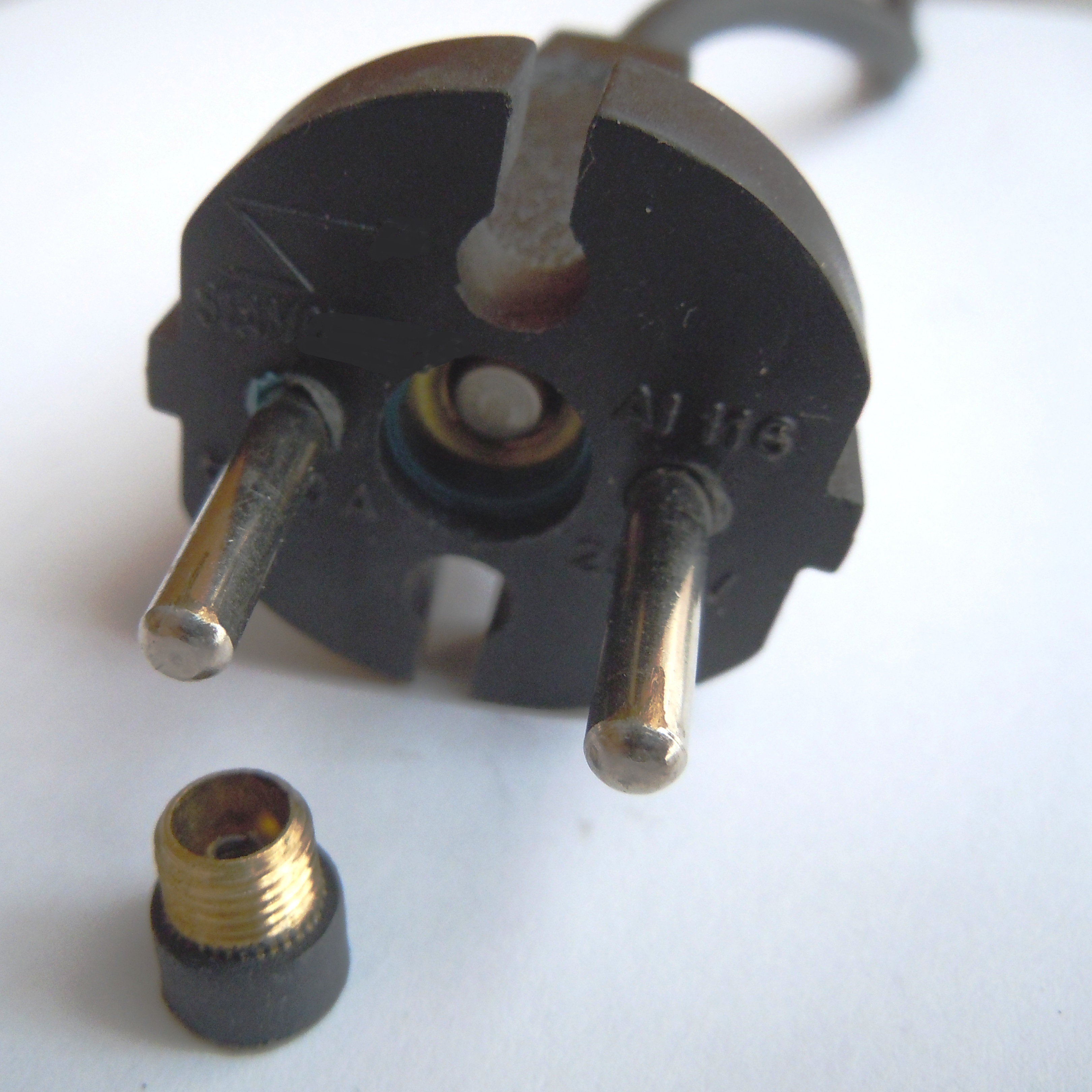
Spina Gost 7396 con fusibile integrato al centro

La funzione della spina è quella di chiudere, tramite i due contatti inseriti nella presa elettrica, il circuito dell'impianto elettrico in modo che in esso possa scorrere corrente elettrica. Un terzo contatto, quando presente, è utilizzato per la messa a terra. Il contatto di messa a terra deve essere il primo a collegarsi (quando si collega la spina alla presa) e l'ultimo a scollegarsi (quando si estrae la spina dalla presa). La spina è connessa a un filo elettrico che porta l'alimentazione all'apparecchiatura, ad esempio un elettrodomestico. In alcuni casi, come ad esempio nelle spine britanniche, è presente un fusibile integrato nella stessa; il fusibile serve a proteggere il cablaggio tra la spina e l'apparecchio in caso di sovracorrenti (sovraccarichi e cortocircuiti), in quanto in Inghilterra solitamente il magnetotermico a monte del circuito è da 30 A, invece che da 10 o 16 A come in Italia ad esempio.

## Numero di poli
Alcune spine sono di tipo polarizzato, ossia hanno una distinzione tra fase e neutro, mentre altre, tra cui quella italiana, possono essere inserite in entrambi i sensi. L'inversione tra fase e neutro non comporta problemi se non in casi rarissimi (come per le caldaie devono sempre essere rispettate le polarità e per le lampadine a LED in cui l'inversione tra fase e neutro porta alla rapida fulminazione delle lampadine stesse).
In molte spine è presente, oltre a fase e neutro, un terzo contatto di terra. In Italia questa connessione è obbligatoria per tutti gli apparecchi tranne quelli definiti a doppio isolamento, la cui spina presenta solamente due poli. Questi apparecchi sono identificabili dal simbolo del doppio quadrato concentrico stampato sulla targhetta dell'apparecchio.
Le apparecchiature di tipo industriale utilizzano un sistema di alimentazione trifase e quindi richiedono prese industriali speciali che possono avere fino a 4 o 5 contatti a seconda del tipo di collegamento.
Esiste inoltre un'ampia gamma di prese e spine a uno, due o più poli, utilizzate per la corrente continua in apparecchiature elettriche ed elettroniche, nelle automobili, nei computer, ecc.

## Tipi di prese e spine
Di seguito sono elencati i diversi tipi di prese e spine usati nel mondo. Ogni tipo è identificato da una lettera secondo la classificazione usata dal governo degli Stati Uniti d'America.

### Tipo A (americana a due poli)
NEMA 1-15

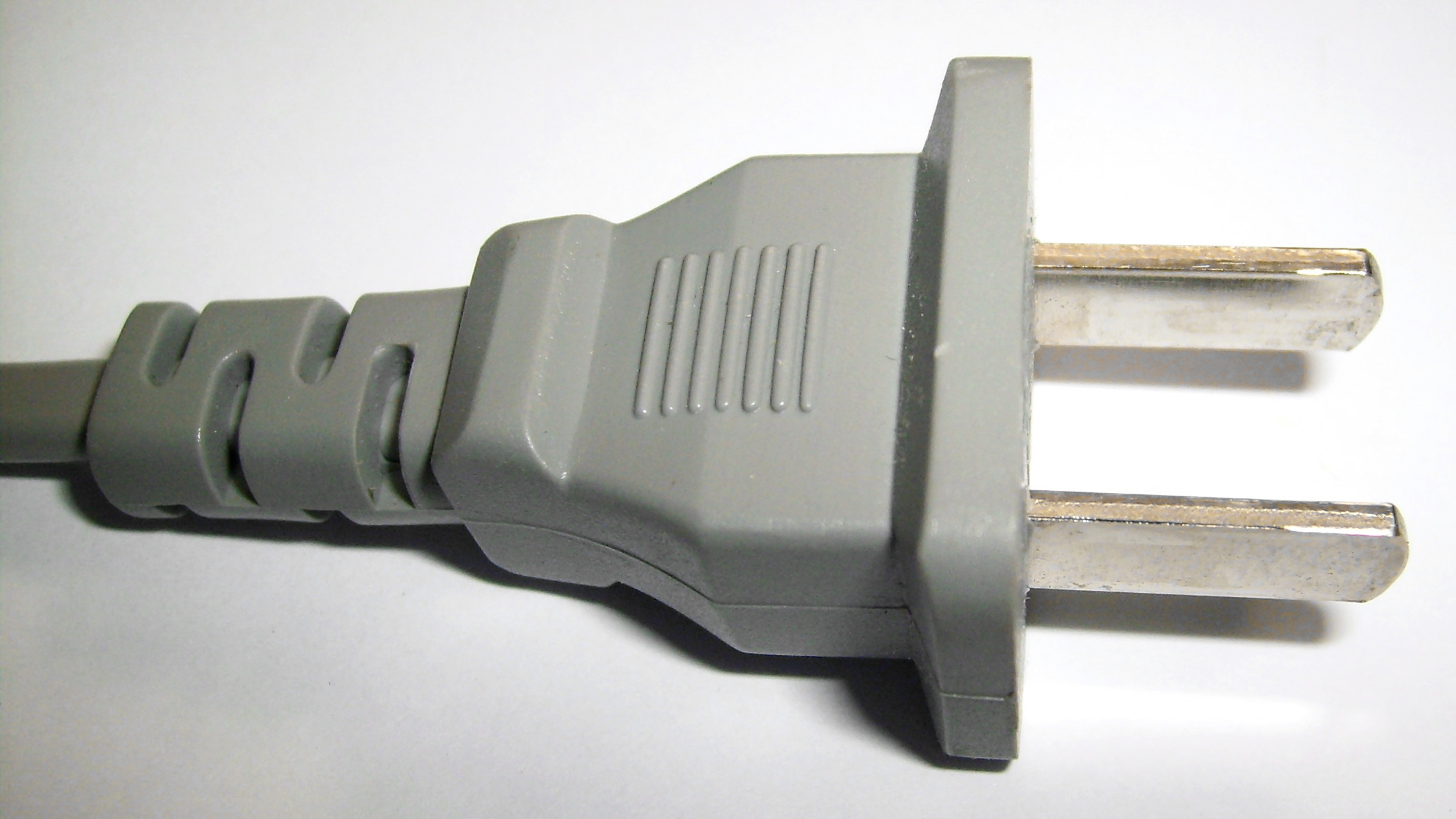
Tipo A: americana

Questa spina, usata in gran parte del Nord America, America centrale e Caraibi, ha due contatti paralleli piatti e non ha il contatto di protezione. La corrispondente presa non viene più installata negli impianti dal 1965, ma è ancora presente in vecchi edifici.
Poiché non ha il contatto di protezione, è usata su dispositivi che non richiedono la messa a terra, come le lampade e gli apparecchi a doppio isolamento.
I primi modelli avevano i contatti uguali, ma oggi normalmente il contatto del neutro è più largo di quello della fase e per questo la presa è polarizzata, ovvero può essere inserita in un solo verso.
NEMA 1-20
Costituisce una versione "maggiorata" della spina 1-15, è omologata per 20 A e si differenzia dalla NEMA 1-15 perché ha il dentino del neutro ruotato di 90°.
NEMA 2-15 e 2-20
In queste spine (sempre senza terra) l'orientamento dei contatti piatti è differente ed esse sono usate per distinguere gli impianti a 240 V ed evitare errori. La 2-15 ha entrambi i contatti ruotati di 90° (rispetto alla spina 1-15), mentre nella 2-20 un solo contatto è ruotato di 90°. Entrambi i tipi sono comunque poco diffusi.
JIS 8303, Classe II
A prima vista le prese e le spine usate in Giappone sembrano uguali alla 1-15. In realtà, i parametri costruttivi sono più stringenti e rigorosi ed è richiesta l'approvazione Japanese Industrial Standard. I valori di tensione e di corrente nominale inoltre differiscono da quelli usate in altre parti del mondo.
I contatti di queste prese sono solitamente simmetrici e hanno la stessa dimensione del contatto più piccolo della presa americana. Una spina giapponese si inserisce senza problemi in una americana, mentre le spine americane richiedono generalmente un adattatore per essere collegate a una presa giapponese.
Alcune spine giapponesi di tipo A, pur essendo prive del terzo "dentino", sono in grado di realizzare il contatto di messa a terra tramite un cavetto da avvitare in un apposito morsetto di cui alcune prese sono dotate.

### Tipo B (americana con contatto di terra)
NEMA 5-15 / CS22.2, Nº42

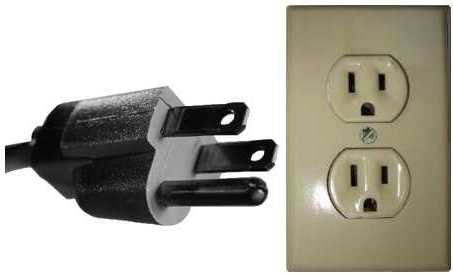
Tipo B: americana con terra

Questa presa ha due contatti piatti paralleli come il tipo A e un contatto cilindrico di messa a terra (Standard americano NEMA 5-15/standard canadese CSA 22.2, Nº42). Sopporta una corrente nominale di 15 A.
Il contatto di terra è più lungo degli altri in modo che la terra venga collegata prima della fase.
NEMA 2-20, 6-15 e 6-20
Costituiscono la versione dotata di messa a terra delle spine 1-20, 5-15 e 5-20.
JIS 8303, Classe I
La presa giapponese di tipo B differisce da quella americana esattamente come avviene per il tipo A.

### Tipo C (europea a due poli)
CEE 7/16 (Eurospina)

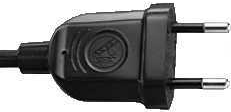
Tipo CEE 7/16 Europlug: è la più diffusa in Europa, ma non ha il contatto di terra

Questa spina non ha messa a terra e presenta due contatti cilindrici con diametro 4 mm e interasse 19 mm, leggermente convergenti. La lunghezza dei contatti è di 19 mm, se i contatti sono più corti la spina non si innesta. Conosciuta anche come eurospina, è largamente usata in tutti i paesi d'Europa tranne il Regno Unito, l'Irlanda ed ex colonie come Malta. È anche diffusa in diversi paesi emergenti.
È in grado di entrare in qualunque presa in grado di accettare contatti da 4 mm con interasse 19 mm, ed è la spina più diffusa a livello internazionale.
Il suo uso è generalmente limitato agli apparecchi in classe II con assorbimento massimo di 2,5 A e poiché può essere inserita in entrambi i versi non è polarizzata, ovvero la fase e il neutro sono connessi a caso.
Questa spina è anche definita nello standard italiano CEI 23-34.

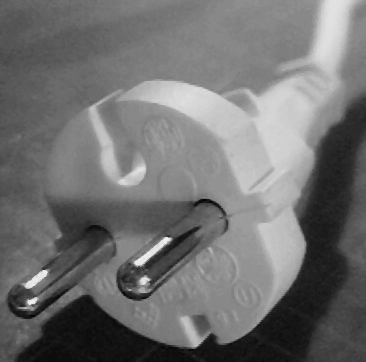
CEE 7/17
Questa particolare spina potrebbe facilmente rientrare nel tipo E o F. Ha due contatti come la 7/16, ma con diametro 4,8 mm come i tipi E e F.
Può essere inserita nelle prese di tipo E e F poiché la base circolare ha un foro e intagli in grado di farla scorrere fra i contatti di terra dei due tipi di prese, anche se non viene stabilita una connessione elettrica con la messa a terra dell'impianto elettrico; se provvista di due fori, può essere inserita in una presa E senza seguire la polarizzazione imposta dal perno della terra.
Può essere utilizzata in apparecchi di classe II ed è definita anche dalle norme italiane CEI 23-50 come CEI 23-50 S 32.
Gost 7396

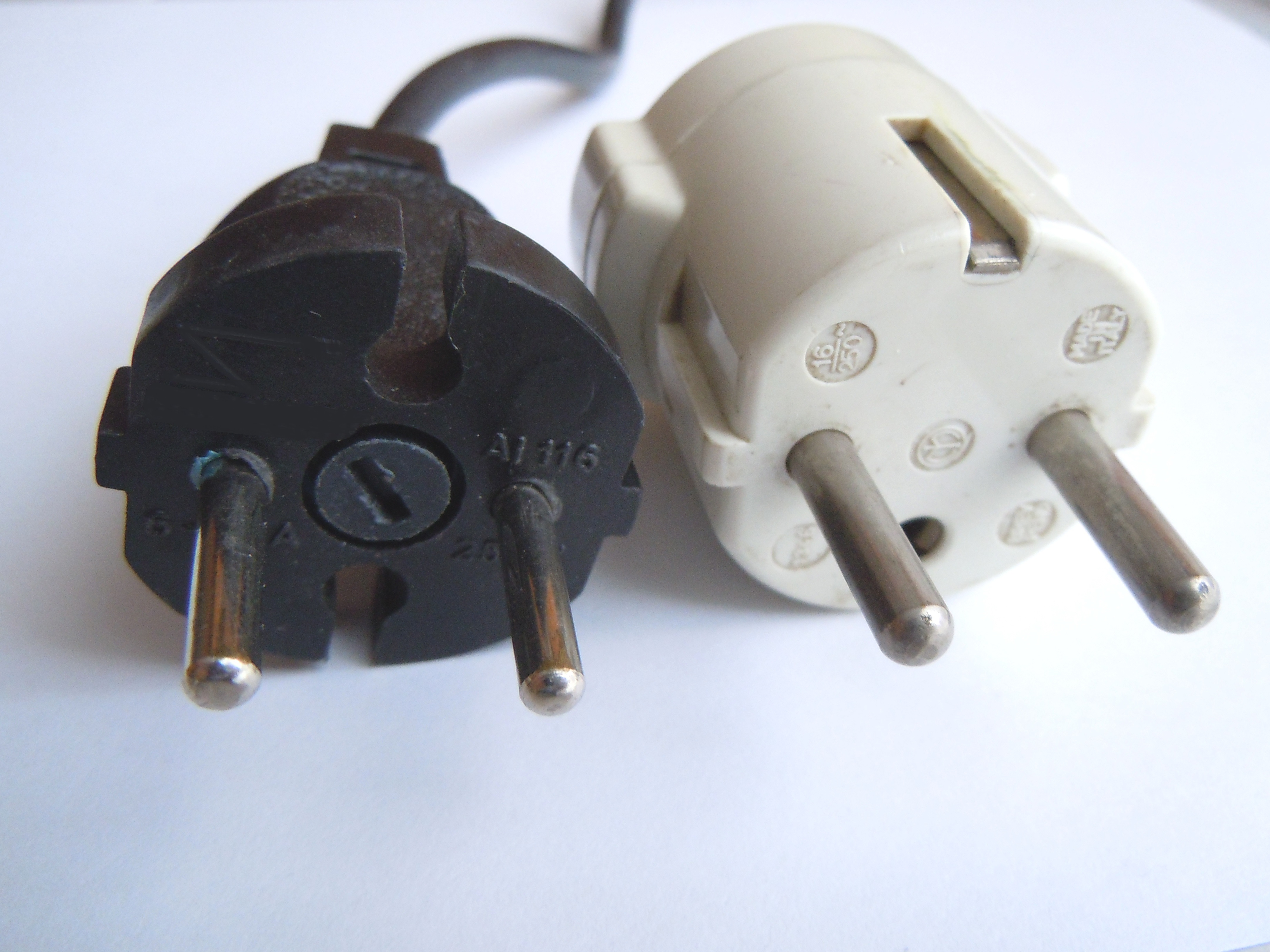
Confronto delle dimensioni degli spinotti di una Gost 7396 (sinistra) e una Schuko CEE 7/7 (destra).

In Russia e diversi paesi della CSI le spine sono definite dallo standard russo Gost 7396.
Tale standard include vari tipi di spine e prese con contatti cilindrici distanziati di 19 mm e spessi 4 oppure 4,8 mm, sia con sia senza messa a terra. I contatti di 4 mm sono riservati a spine senza messa a terra e con corrente limitata (6 o 10 A); quindi le spine Schuko con messa a terra e contatti di 4 mm, da alcuni definite impropriamente Gost7396, in realtà non rispettano tale standard.
Le prese

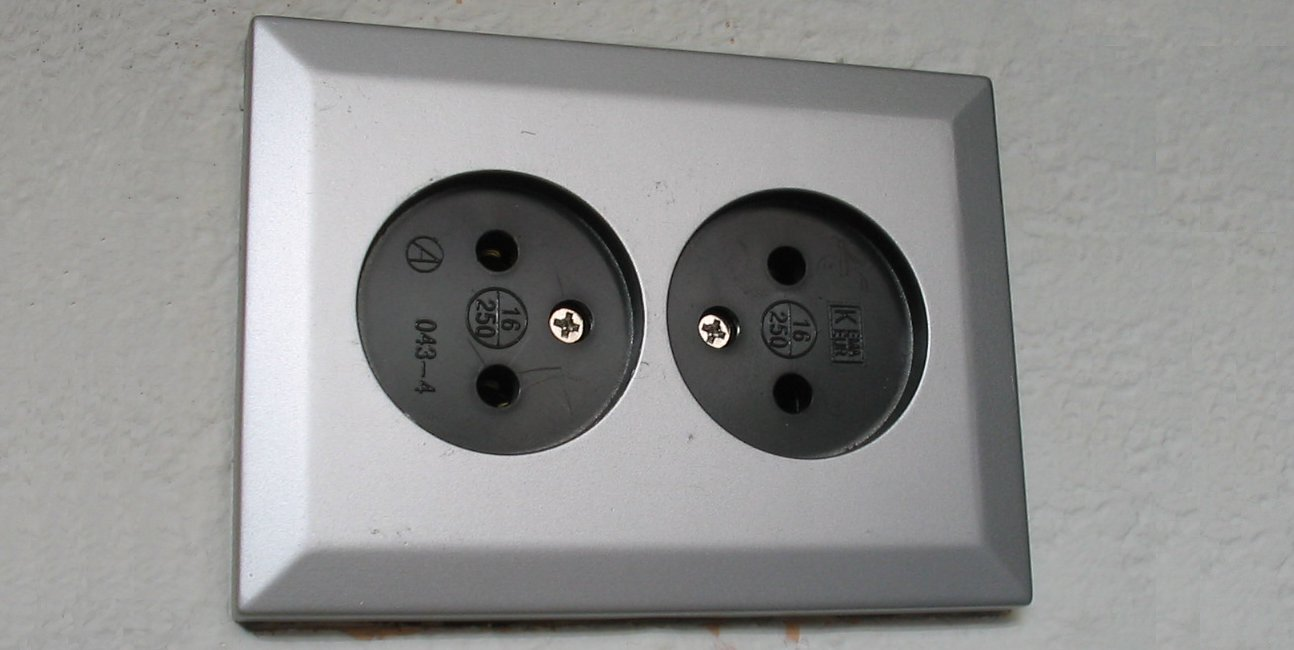
Prese senza messa a terra in grado di accettare spine Schuko e francesi

Alcune prese di tipo C accettano solamente spine con contatti da 4 mm o hanno ostacoli in plastica che impediscono l'inserimento di prese Schuko o francesi. Altre invece accettano contatti da 4,8 mm e hanno spazio sufficiente per le prese E ed F, senza però realizzare il contatto di messa a terra, costituendo così una potenziale fonte di pericolo.
BS 4573
Nel Regno Unito e in Irlanda esiste una speciale versione di presa di tipo C (in realtà è una presa D a due poli) utilizzabile esclusivamente per i rasoi nei bagni.
Ha alveoli con diametro 5 mm e interasse 16,6 mm e può accettare prese CEE 7/16, tipo A americano e tipo I australiano. Con un commutatore è possibile in genere selezionare la tensione tra 110 e 220 V, fornita da un trasformatore d'isolamento, che offre una maggiore protezione negli ambienti umidi.

### Tipo D (britannica vecchio tipo a tre poli)
BS 546, 5 A

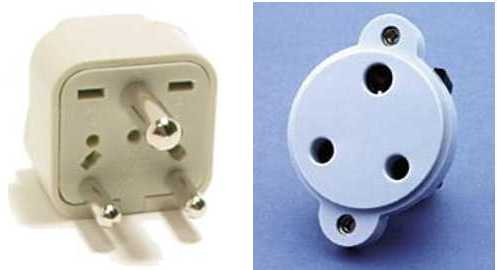
D

L'India ha acquisito come standard una spina definita originariamente dallo standard britannico BS 546.
Ha tre contatti cilindrici disposti a triangolo, ha una corrente nominale da 5 A, ed è usata quasi esclusivamente in India, Sri Lanka, Nepal, Namibia e Hong Kong. Ne esistono anche varianti da 2 A (con contatto di terra) e una versione 5 A a due poli (incompatibile con la presa a tre fori), dalla quale deriva la presa elettrica BS 4573, una versione a due poli della spina da 2 A è stata utilizzata in passato nel Regno Unito, ma non è mai stata codificata dallo standard BS546.
A volte questa presa è usata nel Regno Unito per contraddistinguere i circuiti di illuminazione domestica sezionati da interruttori differenti dalla rete di potenza.
BS 546, 15 A

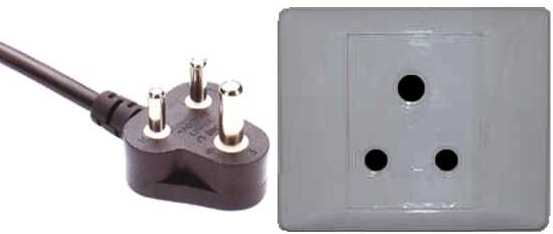
Tipo M

Questo tipo è chiamato M, ma di fatto è la versione a 15 A della BS 546, a cui assomiglia tranne per il fatto di avere i contatti più grandi: 7,05 mm × 21,1 mm.
I contatti di fase e neutro sono distanziati 25,4 mm, e il contatto di terra è distante 28,6 mm da ciascuno degli altri due.
Questa spina è usata nelle stesse nazioni della precedente per carichi di maggiore potenza, e alcune prese possono accettare entrambe.
Il tipo M è largamente usato nel Regno Unito per l'illuminazione teatrale o scenografica in interni, laddove la linea sia soggetta a varialuce o a controllo centralizzato.
Il motivo deriva dal fatto che la normale presa britannica è dotata di fusibile, e diventa difficile andare a sostituire il fusibile eventualmente bruciato in posizioni difficilmente raggiungibili, oppure è problematico individuare il fusibile bruciato in catene di prolunghe, situazioni comuni nei teatri.
Questa presa è utilizzata in Sudafrica, Swaziland e Lesotho. Inoltre viene usata in Israele per i condizionatori d'aria.

### Tipo E (francese a due poli con contatto di terra femmina)
Francia, Belgio, Polonia, Repubblica Ceca, Slovacchia, Danimarca (dal 1º luglio 2008) e alcuni altri paesi utilizzano una presa incompatibile con le spine CEE 7/4 (tipo F) utilizzate in Germania e altri paesi europei.
L'incompatibilità deriva dalla presenza del contatto di messa a terra, costituito da un perno maschio sporgente verso l'esterno dalla presa. La spina in sé è simile al tipo C tranne per il fatto di avere un contatto femmina in corrispondenza del perno maschio sulla presa.
I contatti di fase e neutro sono circolari con diametro 4,8 mm e con interasse 19 mm. Essendo un po' più grandi dei contatti del tipo C, la spina francese non entra nella presa italiana tipo L (se non forzandola, con il rischio di danneggiare la presa). Viceversa la spina tipo C a due poli entra in quella francese se il corpo non è ostacolato dal perno di terra. In passato in Svizzera esisteva una versione (denominata "tipo 14") con contatti spessi 4 mm e forma lievemente schiacciata ai lati. Altre spine con contatti da 4 mm ma forma perfettamente circolare erano usate in Polonia.
Pur essendo polarizzata, nessuno standard ufficiale definisce ufficialmente la posizione di fase e neutro, tuttavia viene generalmente seguita una vecchia norma cecoslovacca, che prevede, tenendo la messa a terra in alto, che la fase venga collegata all'alveolo sinistro della presa.

### Tipo F (tedesca a due poli con contatti di terra laterali)
CEE 7/4

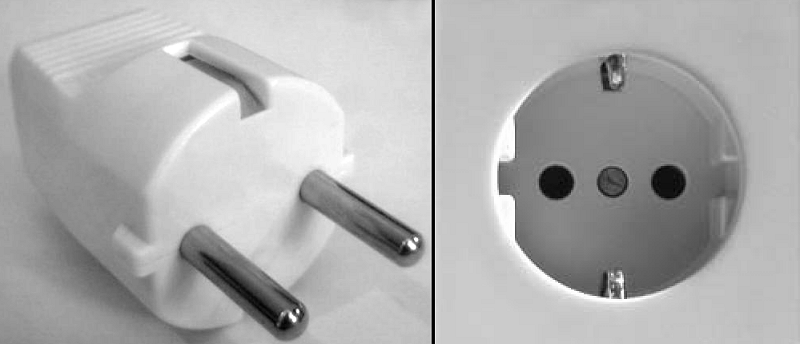
Spina e presa tipo F

La presa F definita CEE 7/4 e comunemente chiamata Schuko, contrazione di Schutzkontakt, (letteralmente "contatto di protezione") che in tedesco significa "messa a terra".
È simile al tipo E ma ha due contatti di messa a terra laterali invece che un perno.
Il sistema Schuko è simmetrico (non polarizzato) e adatto per carichi fino a 16 A.
In Italia viene comunemente definita "presa tedesca" o "spina tedesca" o, in maniera più informale, "presa (o spina) Siemens", anche se non è stata inventata dall'omonima azienda e viene chiamata così solo perché apparsa per la prima volta in Italia sugli elettrodomestici prodotti dalla Siemens AG in Germania. Questa spina è accettata dallo standard CEI 23-50 come CEI 23-50 S 30.

### Tipo ibrido F + E (franco-tedesca a due poli con contatti di terra laterali e terra femmina)
CEE 7/7

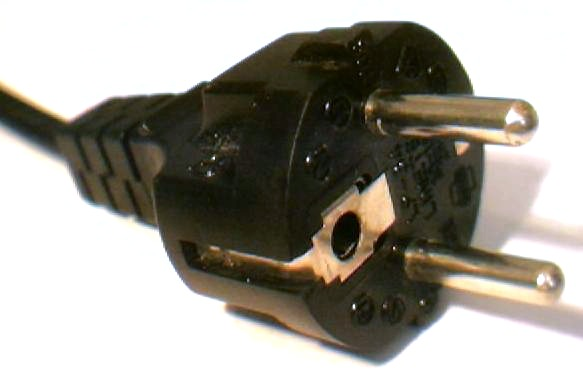
Spina CEE 7/7 Schuko

La spina CEE 7/7 è stata sviluppata per superare le differenze tra il tipo F e il tipo E.
Dispone di contatti laterali per interfacciarsi con la presa CEE 7/4 (tipo F) e un contatto femmina per accettare il perno della presa di tipo E. Come le altre è studiata per una corrente massima di 16 A. Questa spina è accettata dallo standard CEI 23-50 come CEI 23-50 S 31.
Attualmente, in tutta l'Europa continentale (Italia compresa), molte apparecchiature sono vendute con una spina CEE 7/7 in plastica stampata (non smontabile).
Ciò comporta che la spina è la stessa sia in Germania sia in Francia, solamente le prese sono ora diverse.
Si noti che la spina F + E è polarizzata se usata in una presa E, mentre non lo è in una presa F.
La presa è solitamente incassata in modo che, prima che si stabiliscano i contatti di fase e neutro, i terminali della spina non siano più accessibili alle dita e quindi non possono rappresentare un rischio di folgorazione. Per questo motivo, a differenza di molte altre spine, i terminali del tipo F + E non sono parzialmente isolati, tuttavia in alcune prese non perfettamente incassate (come ad esempio le italiane "trivalenti") il rischio di folgorazione si ripresenta.
Pericoli
Il peculiare sistema di messa a terra delle spine di tipo E e F può costituire una fonte di pericolo quando tali spine sono utilizzate in accoppiamento a prese di standard differente; infatti esistono prese che possono accettare tali spine senza realizzare il contatto di terra.

### Tipo G (britannica a tre poli)
BS 1363

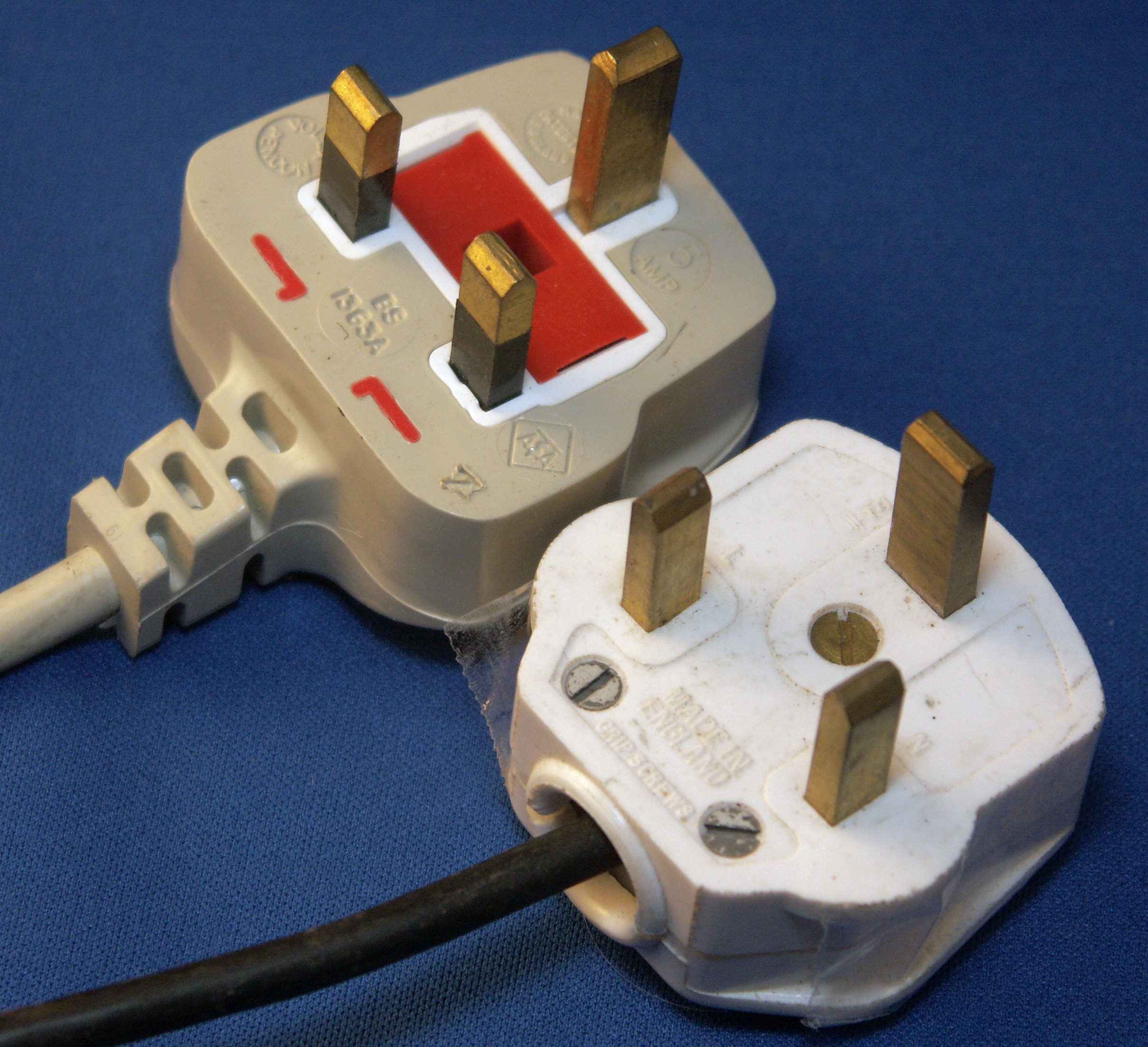
A sinistra la spina BS 1363, a destra una spina "Walsall", una delle tante varianti per usi speciali ottenute modificando l'orientamento o la forma dei contatti

Questa spina ha tre contatti a sezione rettangolare disposti a triangolo (come nelle BS 546 da 5 A). I contatti di fase e neutro sono allineati e misurano circa 4 × 6 × 18 mm con 9 mm di tratto isolato (l'isolamento assicura che non vi possa essere contatto delle dita con i terminali in tensione durante la disconnessione).
Questo standard è stato introdotto a partire dagli anni quaranta e da allora ha progressivamente sostituito il precedente standard BS 546 con prese di tipo D.
Lo standard BS 1363 richiede la presenza di tre contatti per tutti i tipi di connessione alla rete elettrica.
Nella spine per apparecchiature in classe II che non necessitano di messa a terra, è comunque presente un finto contatto in plastica che ha lo scopo, inserendosi nell'alveolo di terra, di aprire le protezioni che a presa sconnessa tappano i contatti di fase e neutro.
Nelle prese è inoltre presente un fusibile con lo scopo di proteggere il cablaggio prima dell'apparecchio.
Comunemente sono adottati principalmente tre valori di fusibili: 3, 5 e 13 A. Quelli da 3 A sono usati per proteggere piccoli apparecchi come lampade da tavolo e radio, 5 A per carichi medi come computer e televisori, 13 A per elettrodomestici.
La necessità del fusibile incorporato nella spina deriva dall'uso di circuiti limitati centralmente a 30 A e cablati ad anello, con la conseguenza di avere correnti di cortocircuito più intense e con limitata protezione.
Questo sistema di connessione è adottato oltre che nel Regno Unito anche in molte nazioni ex colonie britanniche: Irlanda, Cipro, Botswana, Ghana, Malta, Hong Kong, Macao, Malaysia, Oman, Singapore, Kenya, Emirati Arabi Uniti, Iraq e Qatar.
In alcuni paesi dell'Europa centrale (es. Germania), il sistema BS 1363 è usato per connessioni a bassissima tensione (12-24 V) in corrente continua nei sistemi di pannelli fotovoltaici, poiché offre una buona capacità in corrente con polarità irreversibile ed è incompatibile con la Schuko.

### Tipo H (israeliana a 3 poli)

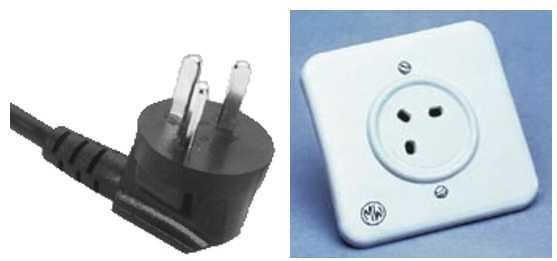
SI 32
Questa spina è usata esclusivamente in Israele e del tutto incompatibile con gli altri tipi di prese.
Inizialmente aveva tre contatti piatti simili alla presa di tipo I, ma disposti a Y e più lunghi e spessi.
Era dimensionata per 16 A, ma i contatti piatti tendono a surriscaldarsi con carichi elevati.
Nel 1989 lo standard SI 32 fu revisionato nel senso di prevedere tre contatti circolari con diametro 4/4,5 mm nella stessa posizione di quelli piatti. Le prese sono da allora realizzate in modo da accettare sia i contatti piatti sia quelli tondi; le prese più recenti accettano solamente spine con dentini rotondi.
Questo consente anche l'inserimento di prese di tipo C a due poli, usate in Israele per apparecchi senza messa a terra.
Spine simili a quelle israeliane di nuovo tipo erano utilizzate in Grecia col nome di "tripoliki" fino a metà degli anni novanta e sono tuttora usate in Algeria.
Si considerano di tipo H anche le nuove spine elettriche thailandesi, che sono in realtà spine di tipo B con tutti e tre i contatti di forma cilindrica (diametro 4,8 mm).
La compatibilità tra le spine thailandesi, israeliane e greche non è sempre garantita; differiscono infatti sia per la dimensione dei dentini (4,5 mm in Israele, 4 in Grecia, 4,8 in Thailandia) sia per la distanza del polo di terra dagli altri due.

### Tipo I (australiana/cinese/argentina a due e tre poli)
AS 3112

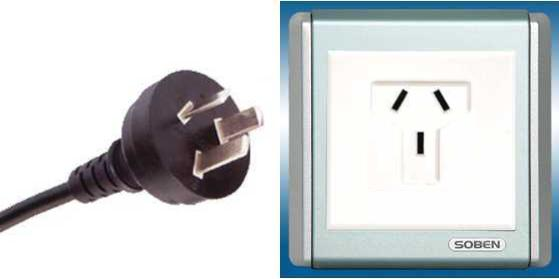
Presa tipo I

Questa presa, usata in Australia, Nuova Zelanda e Papua Nuova Guinea, ha un contatto di terra e due contatti piatti disposti a formare una V. Esiste anche una versione a due poli priva di terra.
I due contatti misurano 6,5×1,6 mm e sono inclinati di 30° rispetto alla verticale, con un passo di 13,7 mm.
La presa comune sopporta correnti fino a 10 A. Una variante con il contatto di terra più lungo, largo e spesso, in grado di accettare anche il tipo normale, è utilizzata per fornire correnti fino a 15 A; un'altra variante ha tutti e tre i contatti più grandi e sopporta 20 A. Esistono anche prese da 25 e da 32 A in grado di accettare ogni spina di portata inferiore.
Lo standard AS 3112 è stato aggiornato al AS/NZS 3112:2000 che impone l'utilizzo di contatti con isolamento di protezione a partire dal 2005. Salvo rari casi, le prese australiane devono essere dotate di interruttore.
CPCS-CCC

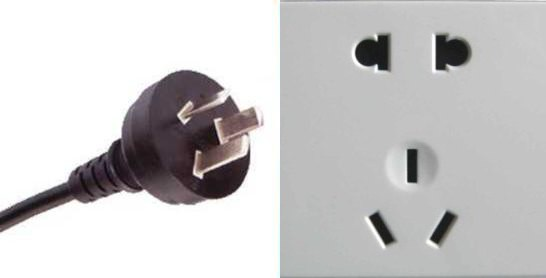
Presa CPCS-CCC

Sebbene ci siano piccole differenze (contatti più lunghi di 1 mm), la spina australiana è compatibile con la presa utilizzata in Cina (continentale).
Lo standard per le prese cinesi è definito dalla GB 2099.1–1996 e GB 1002–1996.
Come parte dell'impegno della Cina per entrare nell'Organizzazione Mondiale del Commercio, è stato introdotto il CPCS (Compulsory Product Certification System) e le prese cinesi sono state contrassegnate con il marchio CCC (China Compulsory Certification).
Le spine sono a tre conduttori con terra e adatte per apparecchi in classe I fino a 10 A.
In Cina le prese sono solitamente montate con la terra in alto, appaiono quindi "capovolte" rispetto a quelle australiane. Anche in Cina esistono prese di portata superiore (da 10 o 20 A) ma, al contrario di quanto avviene in Australia, il passo dei dentini varia a seconda delle versioni; risulta quindi impossibile, per esempio, inserire una spina da 10 A in una presa da 16 A.
IRAM 2073
La spina usata in Argentina e Uruguay è a tre poli con terra con corrente nominale di 10 A e 250 V, adatta per apparecchi in classe I. Esiste anche una versione con contatti più grandi in grado di sopportare fino a 20 A.
Questa spina è simile a quella australiana e cinese, ma i contatti sono più lunghi di 1 mm e ci sono altre piccole differenze dimensionali.
La più importante differenza è il modo in cui la spina viene cablata: la posizione di fase e neutro sono invertite rispetto alle spine australiane.
Normalmente ciò non comporta alcuna differenza per le apparecchiature, dove il neutro è isolato esattamente come la fase.
In vecchie apparecchiature in cui l'interruttore interrompe solo la fase, ciò può costituire un potenziale pericolo.
Altri Paesi
Dei connettori praticamente identici al tipo I sono stati utilizzati negli USA prima dell'affermazione dello standard attuale, e alcune moderne prese industriali americane risultano simili alle prese australo-cinesi-argentine, bisogna però specificare che tali connettori non vengono cablati come normali prese (cioè con fase e neutro sui due dentini obliqui e la messa a terra sul dentino verticale), ma hanno due fasi collegate ai due dentini obliqui e il neutro collegato al terzo contatto. Le spine I americane erano declinate i due versioni, una da 10 e una da 20 ampere, incompatibili tra loro a causa della differente posizione dei contatti (nella 20 A erano più distanziati). Attualmente tutte le prese australiane e le versioni "piccole" delle prese cinesi e argentine derivano dalla versione da 10 A. Dalla versione da 20 A derivano la presa argentina da 20 A, la cinese da 16 A e altri connettori simili utilizzati in alcuni paesi (come il Brasile, prima dell'avvento dello standard IEC 60906) per alimentare grandi elettrodomestici; di tali prese a volte è conservato anche il metodo di cablaggio: due fasi (sui dentini obliqui), il neutro (sul dentino verticale) e niente messa a terra; questo per fornire correnti sia alla tensione di 220/240 volt sia a quella di 110/130 V.
Anche l'Unione Sovietica, poco prima della sua dissoluzione aveva iniziato a usare spine di tipo I per alimentare i grandi elettrodomestici, ma questo standard non ha mai avuto una grande diffusione.

### Tipo J (svizzera)
SN 441011 (SEV 1011)

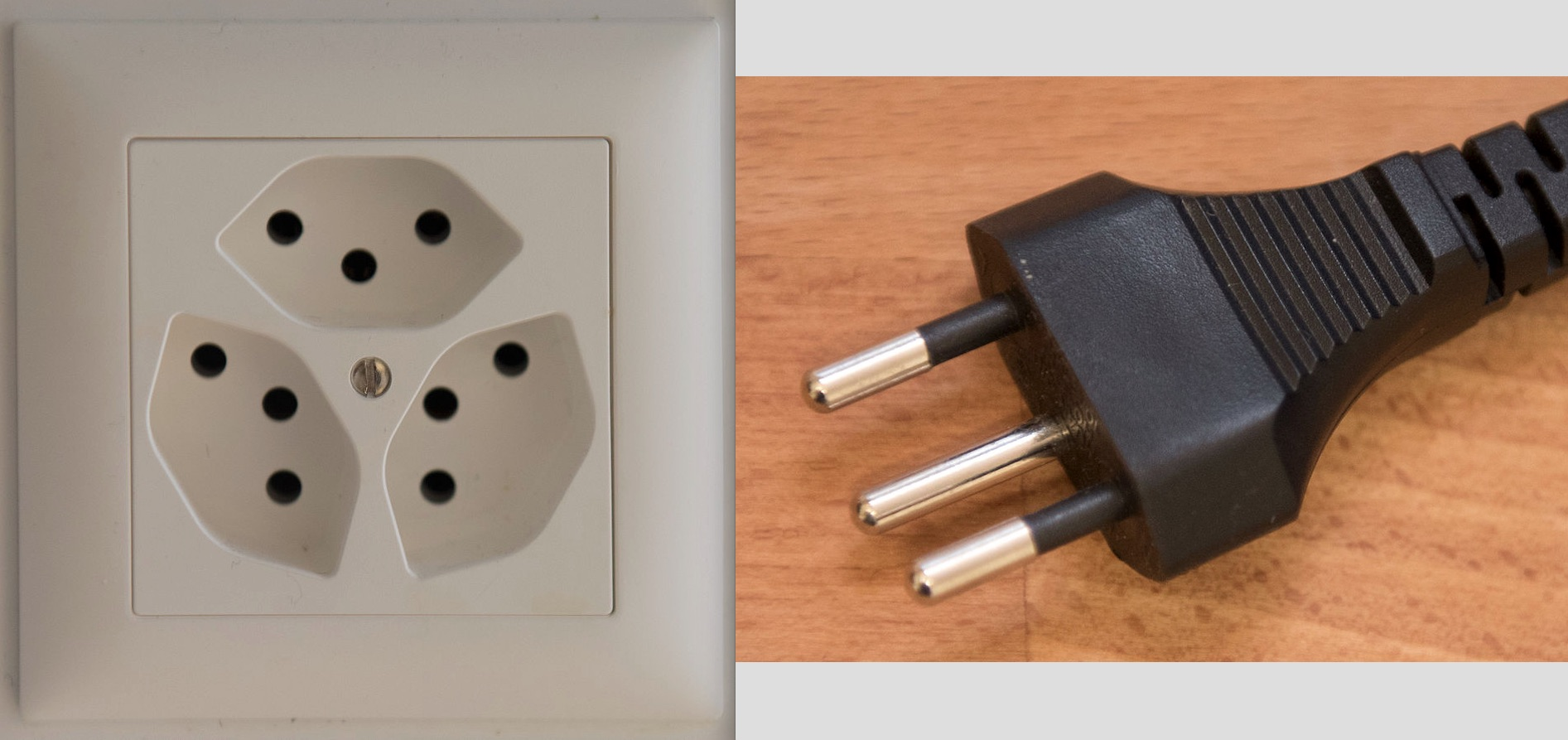
Presa svizzera

La Svizzera ha un proprio standard descritto dalla norma SN 441011. Lo standard prevede una corrente nominale di 10 A e 16 A.
La presa è simile al tipo L italiano, tranne per il fatto che il contatto di terra centrale è spostato verticalmente di 5 mm. Altre differenze sono l'assenza (almeno fino al 2009) dell'isolamento parziale dei dentini e la presenza di prese incassate. Le prese svizzere accettano l'europlug (CEE 7/16), cioè la spina italiana senza terra.
La presa svizzera è simile anche a quella tipo N internazionale, ma è con essa incompatibile.
Questo tipo di presa era in passato presente anche in Spagna, dove veniva erroneamente chiamato enchufe americano — presa americana o enchufe con tierra desplazada - spina con terra disassata, l'installazione di questo tipo di presa non è più permessa dalle nuove norme spagnole.
In Svizzera è anche usata una spina a due poli (riconducibile al tipo C) con la stessa dimensione e disposizione dei poli di fase e neutro del tipo J ma con la forma esagonale più schiacciata. Si inserisce nelle prese svizzere e in quelle CEE 7/16. La corrente nominale è 10 A. Esiste anche una versione da 16 A, con i tre contatti di forma rettangolare. Le apparecchiature con assorbimento superiore devono essere connesse direttamente e permanentemente all'impianto attraverso un interruttore oppure per mezzo di una presa industriale adeguata.
Per alcuni elettrodomestici (abbastanza diffusi in Svizzera) che richiedono l'alimentazione trifase esiste una presa a cinque poli (3 fasi+neutro+terra) in grado di accettare anche la classica spina monofase (e di conseguenza anche l'eurospina).
Dal 2009 sono stati introdotti i colletti isolanti sui dentini per prevenire il rischio di folgorazione durante l'inserimento o il disinserimento della spina; dal 2012 le spine senza colletti isolanti non possono più essere vendute.

### Tipo K (danese a tre poli)
DS Afsnit 107-2-D1

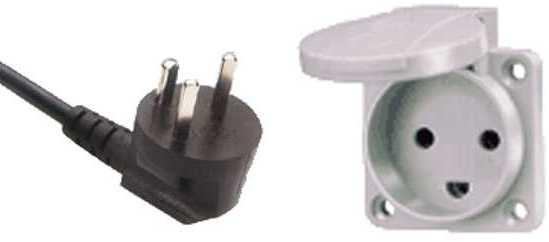
107-2-D1

Lo standard danese è descritto dalla norma DS Afsnit (paragrafo) 107-2-D1. La presa è simile al tipo F tedesco tranne per il fatto che utilizza un perno invece di due linguette per la messa a terra. La corrente nominale è di 10, 13 o 16 A.
La messa a terra è obbligatoria in Danimarca dall'inizio degli anni novanta.
La presa danese accetta anche le spine CEE 7/4, CEE 7/7, CEE 7/16 e CEE 7/17, senza ovviamente stabilire la connessione di terra, poiché non dispongono del contatto maschio necessario.
Esistono adattatori per facilitare la connessione delle spine CEE 7/7.
Esistono anche versioni speciali con due contatti piatti inclinati di 45° (destinate ad alimentare i computer), o con il contatto di fase piatto e orizzontale (per gli apparecchi ospedalieri).
Dal 1º luglio 2008 nei nuovi impianti si può utilizzare la presa di Tipo E, tuttavia questo tipo di presa non è ancora diffuso. Dal 2011 possono essere installate anche le prese di tipo Schuko.

### Tipo L (italiana a tre poli)
La norma italiana CEI 23-50, che ha sostituito la CEI 23-16/VII, comprende 6 tipi di prese elettriche e 11 tipi di spine elettriche, differenti per forma, dimensione e spaziatura dei contatti. La norma CEI 23-50 include sia le spine e le prese di tipo L sia le spine di tipo F e E+F (CEE 7/4, CEE 7/7 e CEE 7/17). Tutte le spine e le prese elettriche vendute e installate in Italia sono simmetriche, cosicché le spine possono essere inserite in entrambi i versi. Tuttavia, le spine di tipo L con contatto di terra sono incompatibili con tutti i tipi di presa non appartenenti alla norma CEI 23-50 a causa del piedino centrale. I contatti di fase e neutro di tutte le spine di tipo L sono parzialmente rivestiti di isolante per parte della lunghezza al fine di proteggere le dita dal contatto con la parte in tensione durante l'inserimento e l'estrazione della spina.
Storicamente questa differenziazione è dovuta all'esistenza, fino agli anni sessanta-settanta, di due linee elettriche separate nelle abitazioni, una a 127 V per l'illuminazione e una a 220 V per la "forza motrice", tariffate diversamente e con contatori separati. In seguito alla globalizzazione in Italia sono molto diffuse anche le spine di tipo C (CEE 7/16) per gli apparecchi a doppio isolamento.
I grossi e piccoli elettrodomestici sono generalmente venduti con la spina di tipo ibrido E+F (CEE 7/7), anche se le prese corrispondenti non sono comuni negli impianti domestici (specialmente se datati), da qui il frequente utilizzo di adattatori per il tipo L italiano da 16 A, la cui portata è però limitata a 1500 W.

#### Spine elettriche
CEI 23-50 S10
La CEI 23-50 S10 è una spina elettrica di tipo L concepita per correnti fino a 10 A compatibile con tutti i tipi di prese elettriche inclusi nella norma CEI 23-50. Essa è formata da due contatti allineati (fase e neutro) lunghi 19 mm e con diametro di 4 mm, distanziati tra loro di 19 mm. In questo tipo di spina non è presente alcun contatto di terra. È molto simile all'eurospina (CEE 7/16) con la differenza che i piedini della S10 sono perfettamente paralleli tra loro e il profilo della spina può anche essere rettangolare.
CEI 23-50 S11

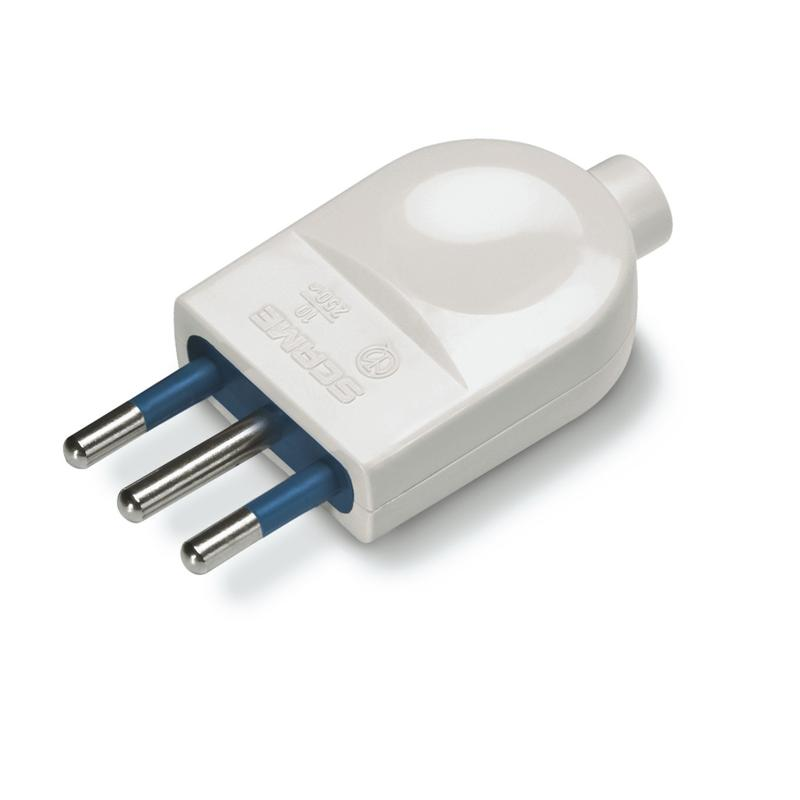
Spina S11

La CEI 23-50 S11 è una spina elettrica di tipo L concepita per correnti fino a 10 A compatibile con tutti i tipi di prese elettriche inclusi nella norma CEI 23-50. Essa è formata da tre contatti allineati (fase, terra e neutro) lunghi 19 mm e con diametro di 4 mm, distanziati tra loro di 9,5 mm.
CEI 23-50 S16
La CEI 23-50 S16 è una spina elettrica di tipo L concepita per correnti fino a 16 A compatibile con le prese elettriche di tipo P17, P17/11 e P 40. Essa è formata da due contatti allineati (fase e neutro) lunghi 19 mm e con diametro di 5 mm, distanziati tra loro di 26 mm. In questo tipo di spina non è presente alcun contatto di terra.
CEI 23-50 S17
La CEI 23-50 S17 è una spina elettrica di tipo L concepita per correnti fino a 16 A compatibile con le prese elettriche di tipo P17, P17/11 e P40. Essa è formata da tre contatti allineati (fase, terra e neutro) lunghi 19 mm e con diametro di 5 mm, distanziati tra loro di 13 mm.

#### Prese elettriche
CEI 23-50 P10
La CEI 23-50 P10 è una presa elettrica concepita per correnti fino a 10 A (in passato fino a 6 A) in grado di accettare solamente i tipi di spine italiane di tipo L da 10 A senza contatto di terra (quindi solamente le S 10) e le eurospine di tipo C (CEE 7/16). In questa presa elettrica la distanza tra i fori di fase e neutro misura 19 mm, mentre il diametro dei fori misura 4 mm. Questo tipo di presa, non presentando un collegamento di terra ed essendo in grado di accettare solamente due tipi di spine, non viene più installato.
CEI 23-50 P11
La CEI 23-50 P11 è una presa elettrica concepita per correnti fino a 10 A (in passato fino a 6 A) in grado di accettare tutti i tipi di spine italiane di tipo L da 10 A e le eurospine di tipo C (CEE 7/16). Questo tipo di presa è formato da tre fori allineati ed equidistanti l'uno dall'altro di 4 mm di diametro ciascuno. Il foro centrale è finalizzato al collegamento di terra, mentre i fori laterali, che distano tra loro 19 mm, ricoprono uno la funzione di fase e l'altro quella di neutro. Fino agli anni settanta in Italia questa presa era usata per contraddistinguere gli impianti a 125-160 V.
Questa presa in Europa oltre all'Italia è standardizzata nella Repubblica di San Marino, nella Città del Vaticano, in Albania e nelle Isole Canarie, mentre fuori dall'Europa è standardizzata in Cile, Etiopia, Libia, Maldive, São Tomé e Príncipe, Siria, Uruguay e trovata sporadicamente in Nordafrica (Tunisia) e occasionalmente in vecchi edifici in Spagna.
CEI 23-50 P17

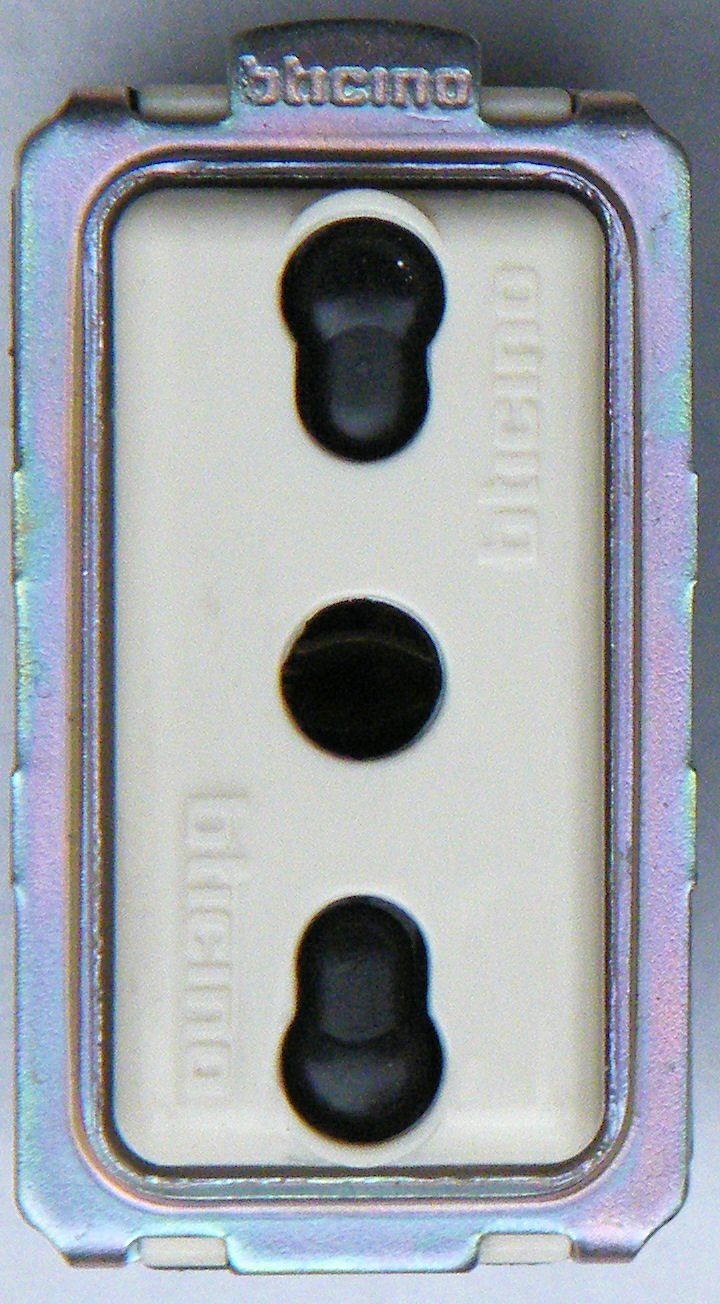
Presa P17/11

La CEI 23-50 P17 è una presa elettrica concepita per correnti fino a 16 A (in passato fino a 15 A) in grado di accettare tutti i tipi di spine italiane di tipo L da 16 A. In questa presa elettrica la distanza tra i fori di fase e neutro misura 26 mm, mentre il diametro dei fori misura 5 mm. Per la sua scarsa versatilità, dovuta al fatto di non poter accettare altri modelli di spine, questa presa ormai non viene più installata e viene sostituita dalla P17/11.
CEI 23-50 P17/11
La CEI 23-50 P17/11, più comunemente conosciuta come bipasso, è una presa elettrica concepita per correnti fino a 16 A in grado di accettare tutti i tipi di spine italiane di tipo L da 10 e 16 A, e le eurospine di tipo C (CEE 7/16). Tuttavia, il difetto di questa presa è quello di non poter accettare spine europee di tipo E+F (CEE 7/7 e CEE 7/17), ovvero le spine installate sulla maggior parte dei dispositivi elettrici venduti in Italia (come aspirapolveri, asciugacapelli, forni a microonde, frigoriferi, frullatori, televisori, computer, ecc.).
CEI 23-50 P30
La CEI 23-50 P30 è una presa elettrica concepita per correnti fino a 16 A in grado di accettare tutti i tipi di spine italiane di tipo L da 10 A (eccetto che le cosiddette "spine piatte"), le eurospine di tipo C (CEE 7/16) e tutti i tipi di spine europee di tipo F e E+F (CEE 7/4, CEE 7/7 e CEE 7/17). Non essendo compatibile con le spine di tipo L da 16 A, a questo tipo di presa viene preferita la P40.
CEI 23-50 P40

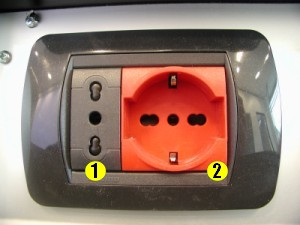
Presa P17/11 (1) e presa P40 (2)

La CEI 23-50 P40 (altre denominazioni sono universale, Schuko, tedesca, Siemens e UNEL) è una presa elettrica concepita per correnti fino a 16 A in grado di accettare tutti i tipi di spine italiane di tipo L da 10 e 16 A (eccetto che le cosiddette "spine piatte"), le eurospine di tipo C (CEE 7/16) e tutti i tipi di spine europee di tipo F e E+F (CEE 7/4, CEE 7/7 e CEE 7/17). L'installazione di prese elettriche di tipo P40 permette di non ricorrere all'utilizzo di adattatori da spina europea di tipo E+F a presa italiana di tipo L.
Versioni speciali
Alcuni produttori hanno avuto in catalogo una versione della spina italiana omologata per 20 A, essa derivava dalla versione da 16 A, ma era dotata di dentini di neutro e fase (ma non di terra) di dimensioni maggiori.
In Cile altri produttori hanno ottenuto una spina polarizzata avvicinando uno dei due contatti della spina da 16 A al dentino centrale.
Negli anni ottanta venivano prodotte spine da 10 A con dentini elastici e passo variabile (agendo su un'apposita rotellina) in grado di entrare anche nelle prese grandi.
In passato esistevano anche spine italiane trifase (in versione da 15 A e da 30 A) con tre contatti disposti a forma di triangolo equilatero e un quarto dentino centrale che fungeva da messa a terra. Tali connettori sono caduti in disuso con l'introduzione dei connettori industriali IEC 60309.

### Tipo M
Il tipo M identifica la versione a 15 ampere del tipo D.

### Tipo N[8](europea a tre poli(proposta)- brasiliana/sudafricana/internazionale a tre poli)
IEC 60906-1

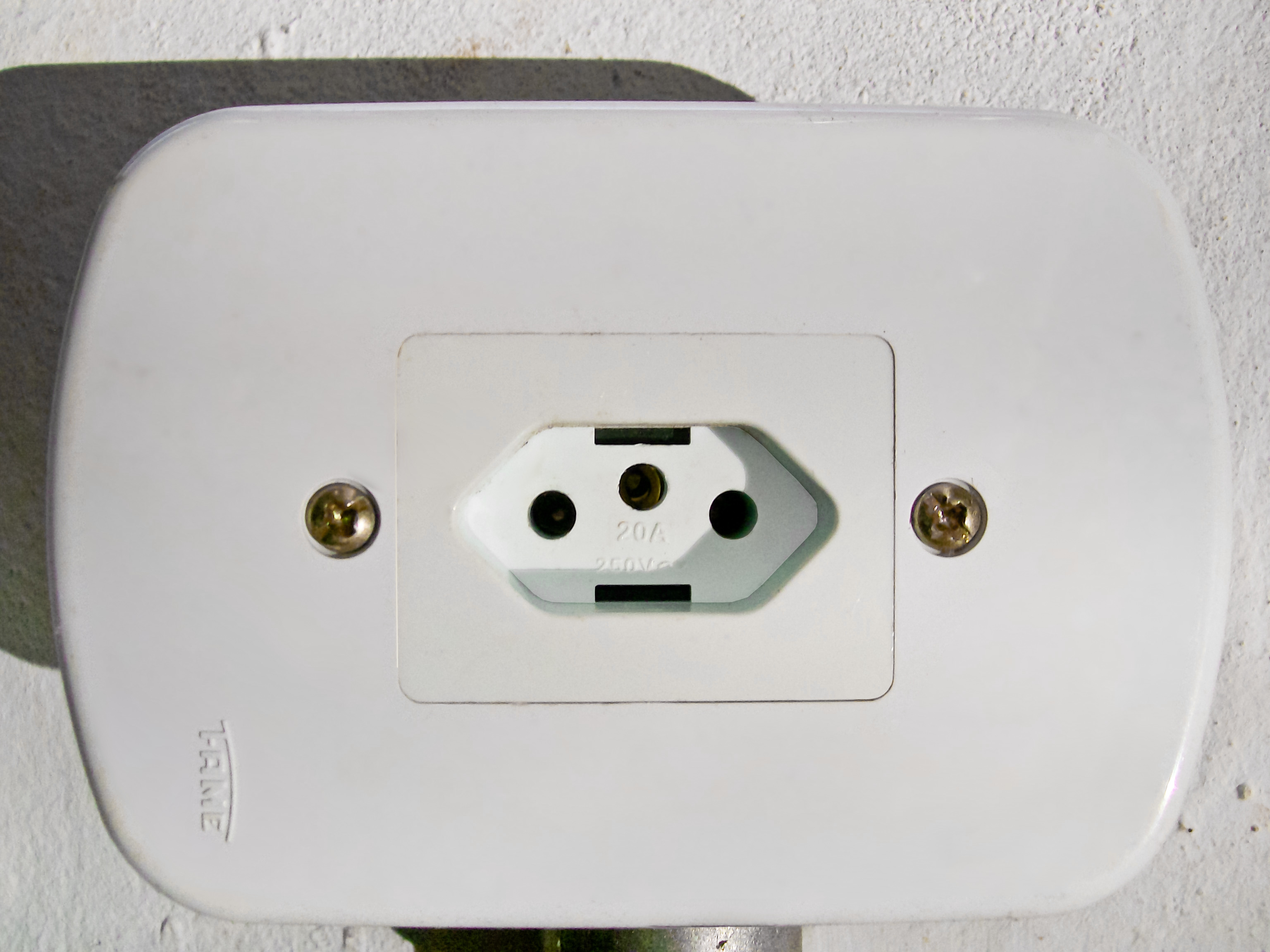
Presa internazionale

Lo standard internazionale è stato definito nel 1986 dalla Commissione Elettrotecnica Internazionale nel documento IEC 60906-1. La presa internazionale in esso descritta è simile, ma incompatibile con quella svizzera e riassume, per quanto possibile, i punti di forza e le migliori tecnologie presenti in varia misura in tutti gli altri standard. Tale presa è concepita per l'utilizzo della tensione a 230 V, ma versioni a tensioni differenti sono possibili.
La presa internazionale sarebbe la soluzione ideale in Europa per superare le diversità dei sistemi nazionali, analogamente a quanto già avvenuto con il tipo C (che però è limitato a un assorbimento massimo di 2,5 A ed è privo del contatto di terra), ma a oggi nessuno Stato europeo ha deciso di adottarla, nonostante ne sia stata valutata l'introduzione dalla Commissione europea negli anni novanta.
In Brasile a partire dal 2009, con la norma NBR 14136:2001 è stata adottata con alcune variazioni la presa IEC 60906-1.
In Sudafrica con norma SANS 164-2 è stata adottata senza modifiche insieme all'attuale tipo BS 546, 15 A.

### Tipo O (thailandese a tre poli)
TIS 166-2549

Presa multistandard in uso in Thailandia. Può accogliere spine di tipo A, B, C e F + E (quest'ultima senza messa a terra).

Storicamente la Thailandia ha utilizzato le spine americane NEMA 1-15 (tipo A) e 5-15 (tipo B), pur avendo una tensione di rete di 220 V, nonché le spine CEE 7/16 (tipo C) e CEE 7/7 (tipo F + E) su elettrodomestici di importazione. Le prese più comuni sono di tipo multistandard, simili alle tipo B ma con l'aggiunta di due fori circolari capaci di accogliere i perni di fase e neutro delle tipo C e F + E. Tuttavia questo tipo di presa non fornisce il contatto di terra per le spine F + E, mancando sia del perno necessario per la tipo E sia delle linguette laterali per la tipo F; inoltre, non essendo incassata, presenta rischio di folgorazione quando si inseriscono spine di tipo F + E.

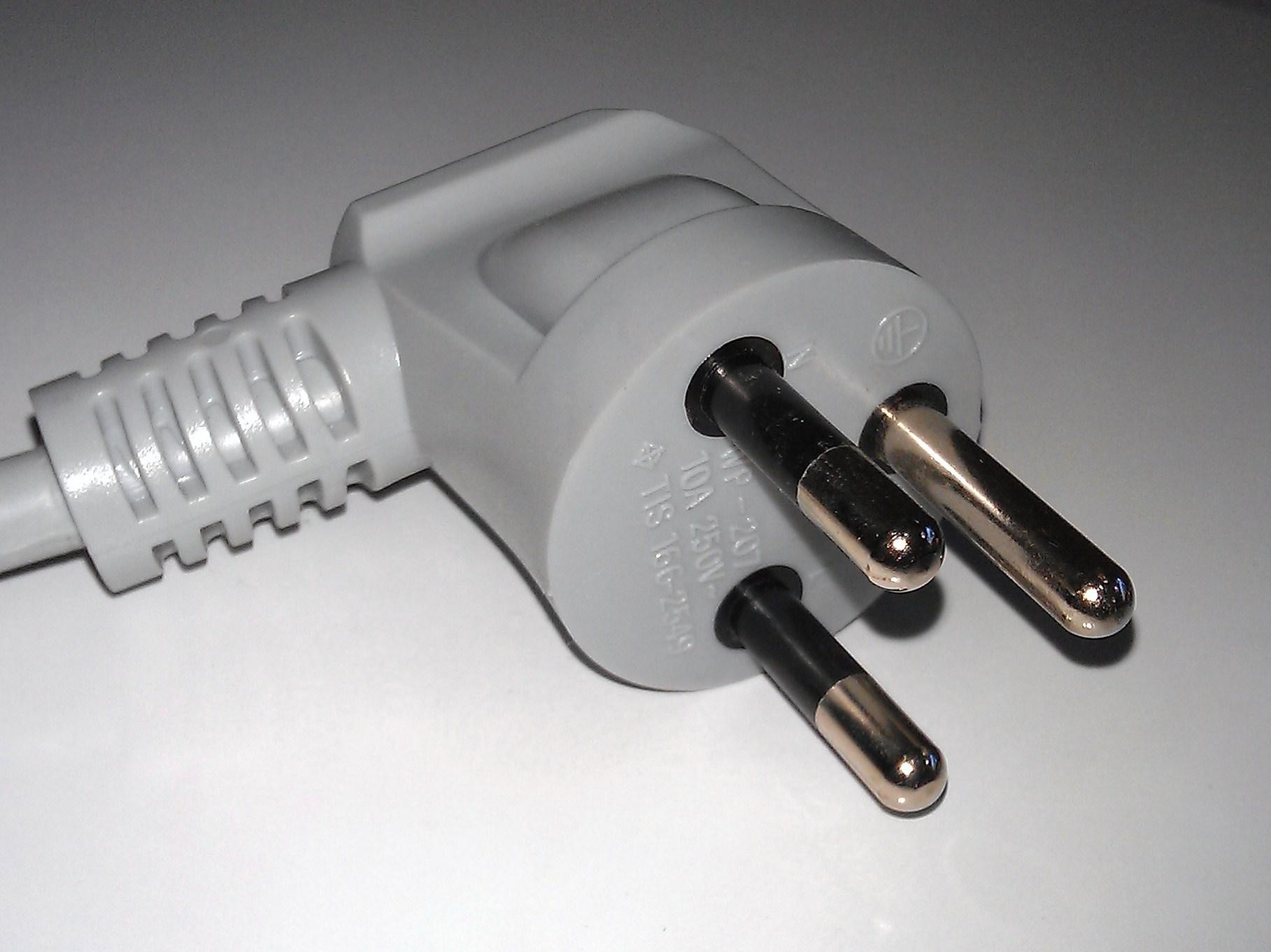
Spina TIS 166-2549

Per mettere ordine in questa varietà di standard e risolvere i problemi di sicurezza sopra descritti, nel 2006 le autorità thailandesi hanno creato una nuova spina, descritta dallo standard TIS 166-2549 e denominata "tipo O". Tale spina è composta da due perni circolari per la fase e il neutro, di 4,8 mm di diametro, 19 mm di lunghezza (con isolamento per 10 mm) e distanziati di 19 mm; a questi si aggiunge un perno per la messa a terra dello stesso diametro, lungo 21,4 mm, posizionato a 11,89 mm dalla linea congiungente gli altri due e privo di isolamento.
I contatti di fase e neutro della spina di tipo O risultano quindi, con l'eccezione dell'isolamento, identici a quelli delle spine F + E; il contatto di terra è invece posizionato in corrispondenza di quello delle spine di tipo B, per assicurare la compatibilità con le prese multistandard in uso in Thailandia. È stata comunque introdotta anche una nuova presa che rimuove la compatibilità con le spine A e B ed è capace di accogliere solo le nuove spine di tipo O e le eurospine (CEE 7/16). Questa nuova presa è pensata per rimpiazzare le attuali prese multistandard in futuro.

### Prese BTicino "Magic"

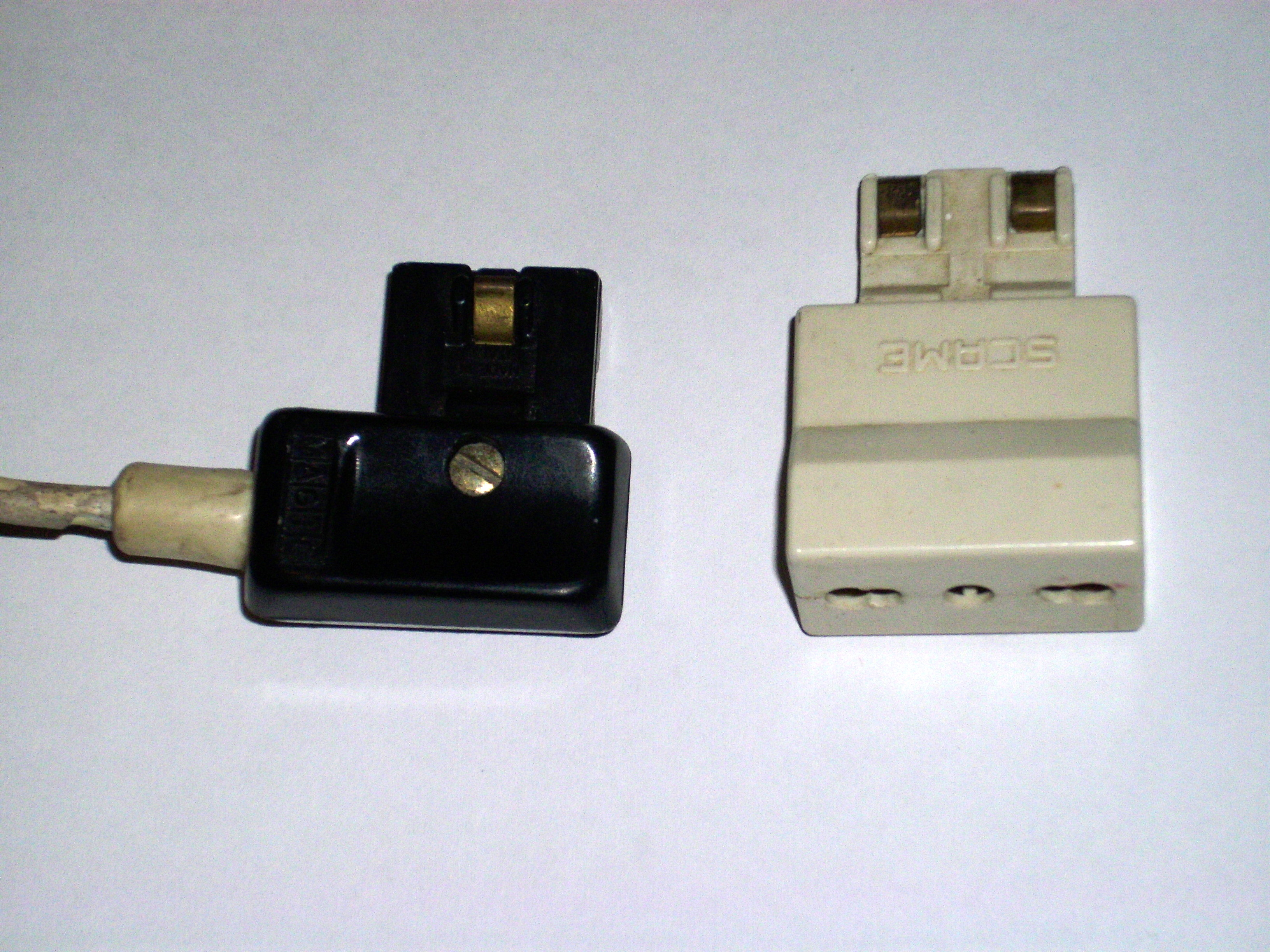
Spina di tipo "Magic" della BTicino da 10 A e adattatore con presa bipasso per spine di tipo L

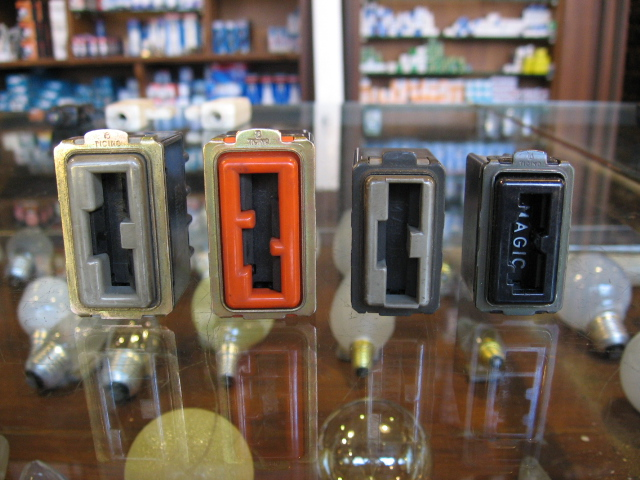
Prese di tipo "Magic" BTicino. Da sinistra a destra: da 20A (per supporti speciali), trifase, 20A (per supporti standard) e 16A.

Questo tipo di connettori, inizialmente prodotti dall'italiana Bticino nella sua linea Magic (da cui il nome con cui sono divenuti noti), fu introdotto sul mercato durante gli anni sessanta come alternativa ai connettori Europlug (tipo C) e tipo L. La presa relativa è di forma rettangolare ed è sagomata in modo che l'inserimento della spina sia possibile solo rispettando la polarità e la forma. Ne furono prodotti diversi modelli, da 10 A, 16 A e 20 A, oltre a un modello per uso industriale trifase da 10 A. Inizialmente, le spine da 10 A e 16 A non erano intercambiabili per la presenza di due tacche nella presa da 16 A che impedivano meccanicamente l'inserimento di spine con portata differente; successivamente, nelle spine da 10 A e negli adattatori fu inserita una scanalatura che ne permette l'inserimento anche in prese da 16 A. La "Magic" fu la prima presa domestica ad avere i contatti elettrici protetti da una piastrina di plastica, che si sposta solo quando vengono premute contemporaneamente tre linguette laterali dalla spina. È, quindi, impossibile toccarne i contatti con un giravite o altro oggetto. La spina entra facendo uno scatto e rimane bloccata all'interno della presa, rendendo di conseguenza più improbabile la disconnessione accidentale.
Pur possedendo queste caratteristiche di migliore sicurezza, che ne permisero una certa diffusione per gli impianti domestici di buona qualità durante il primo decennio di vita, questo tipo di connettore stentò ad affermarsi a causa della sua incompatibilità con gli elettrodomestici, che nativamente presentavano i più diffusi tipo C e tipo L, obbligando quindi alla sostituzione delle spine o all'uso costante di adattatori. Questi ultimi, se da un lato permettevano di impiegare elettrodomestici con connettori C e L nelle prese "Magic", dall'altro vanificavano in buona parte la sicurezza garantita dalle caratteristiche peculiari di questo connettore prodotto dalla BTicino.
Con l'introduzione del brevetto Sicury della Vimar nel marzo 1968, che chiudeva i fori se non in uso, dando analoghe protezioni contro il contatto accidentale con i contatti della presa tipo L, e la successiva diffusione di questo tra i produttori di prese elettriche (tra cui la stessa BTicino), iniziò il declino del connettore Magic.

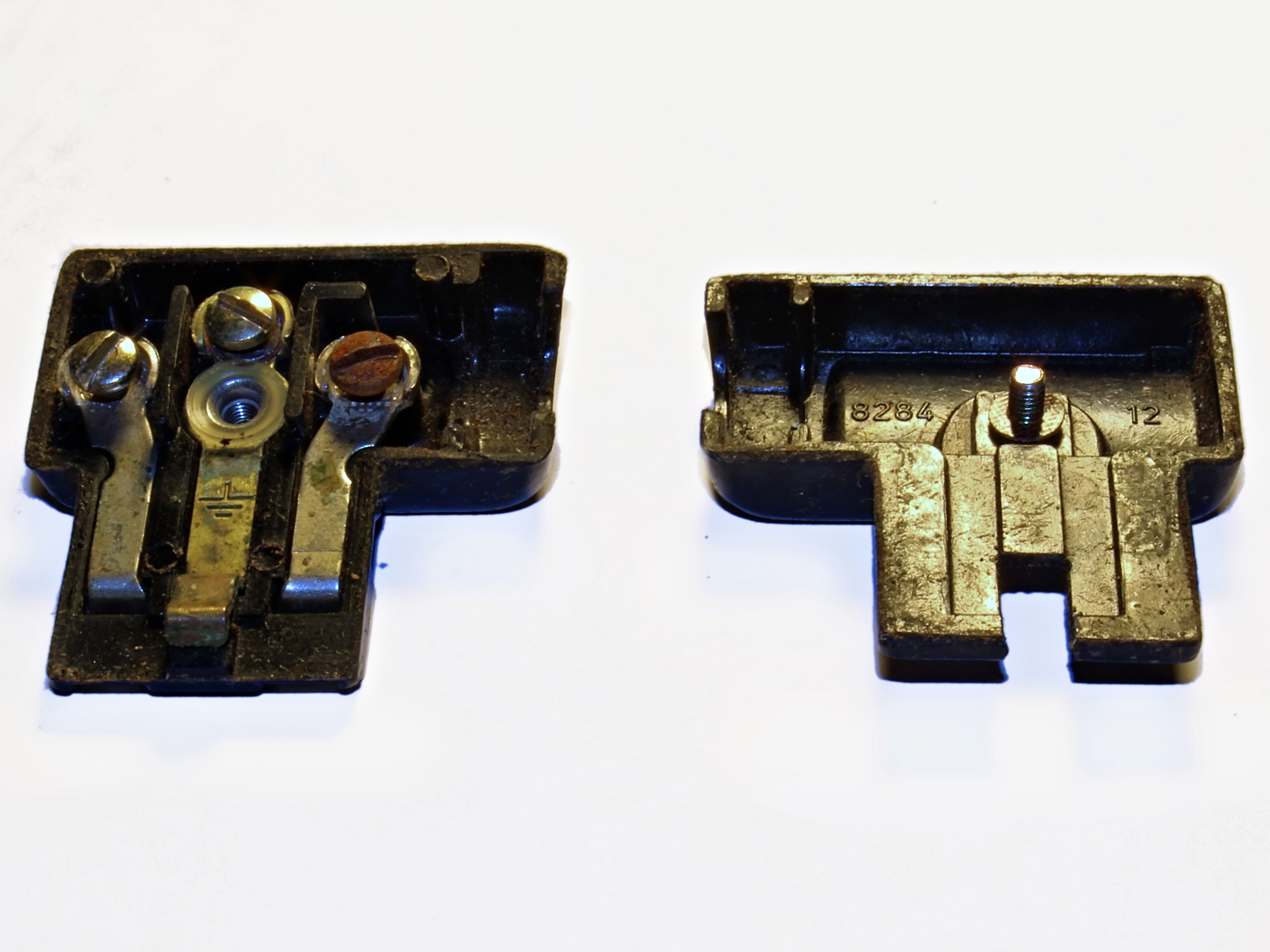
Spina "Magic" aperta

Il prodotto è ormai quasi completamente caduto in disuso in Italia in campo civile. L'impiego di questo tipo di connettore ha comunque avuto negli ultimi anni una diffusione in ambito modellistico, nel campo delle piste elettriche.
In Cile il connettore Magic da 10 A è impiegato comunemente nell'ambito informatico e delle comunicazioni, per la sua maggiore capacità di evitare la disconnessione accidentale e per essere irreversibile.
In Islanda la diffusione di questo connettore è andata in parallelo con quella delle prese Schuko e delle Europlug. La sua installazione era comune nelle case di nuova costruzione anche alla fine degli anni ottanta.

### Prese multistandard
Vengono utilizzate per permettere l'uso di diverse spine.
In Italia sono molto frequenti le bipasso e le bipasso L (10 A e 16 A) + Schuko (F) o E/F ibride.

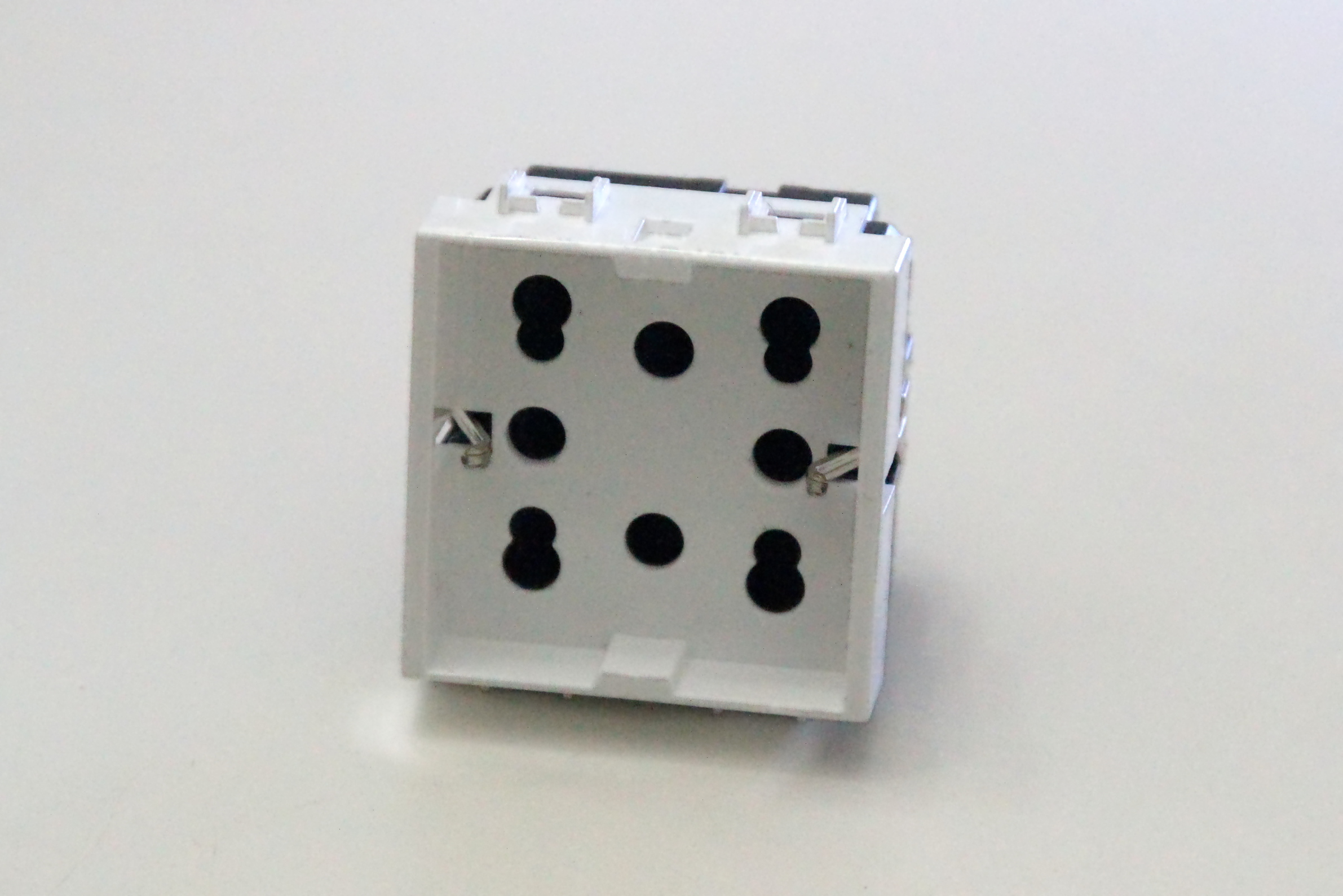
Presa multistandard che permette l'inserimento di due spine di tipo C, L sia 10 A sia 16 A o di una di tipo F o E/F ibride
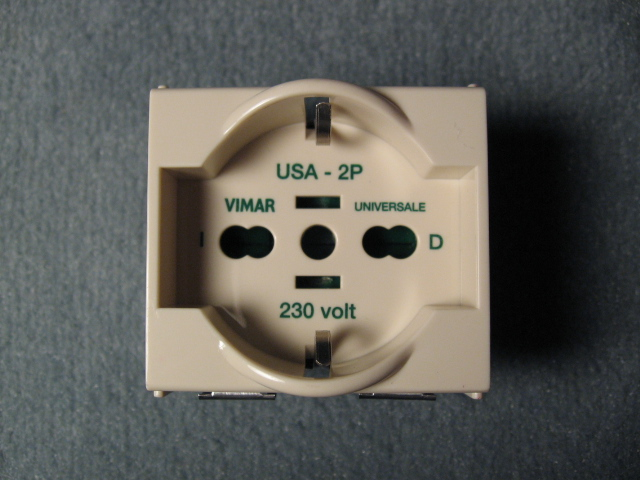
Una presa universale che può accettare spine di tipo A, C, F, E/F ibride e L sia 10 A che 16 A

## Tipo industriale

### Spina monofase con neutro (~230V)

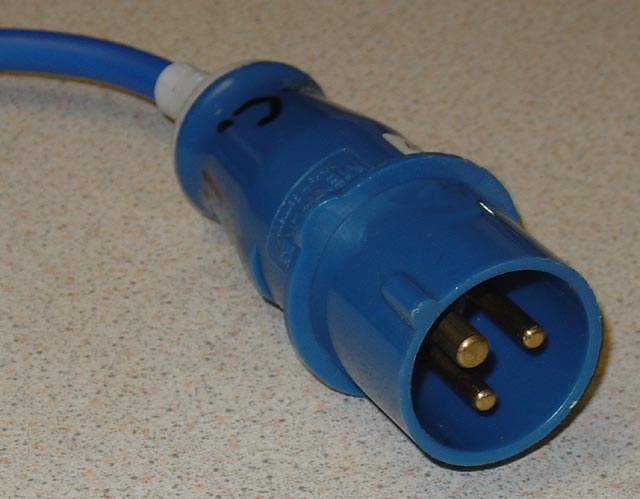
Una spina monofase con neutro

La spina elettrica monofase industriale si caratterizza con tre poli posti all'interno di un contenitore che, in congiunzione dell'analogo contenitore della presa associata, è concepito per proteggerli da ogni possibile infiltrazione d'acqua. A tale scopo, la presa, nelle installazioni fisse, presenta un'inclinazione tale da evitare contatti accidentali con cadute libere d'acqua ed è anche provvista di un coperchio a molla con labirinto per chiudere automaticamente l'accesso ai poli quando non è presente la relativa spina. L'insieme presa-spina, una volta collegato, realizza un labirinto particolarmente complesso che non consente all'acqua eventualmente presente di arrivare ai conduttori metallici. Le realizzazioni si suddividono per grado di protezione di cui la più diffusa è la IP44.
Il colore distintivo sia per la presa sia per la spina è il celeste-blu, per indicare una sorgente elettrica alternata monofase a 220-230 V a 50 Hz, provviste di connettore di terra.
È largamente utilizzata in tutte le applicazioni industriali e all'esterno degli edifici. È altresì molto diffusa nelle installazioni da campeggio.
All'aperto e in condizioni con alto grado di umidità sono obbligatorie installazioni elettriche con adeguato grado di protezione (IP44).

### Spina trifase (~400V)

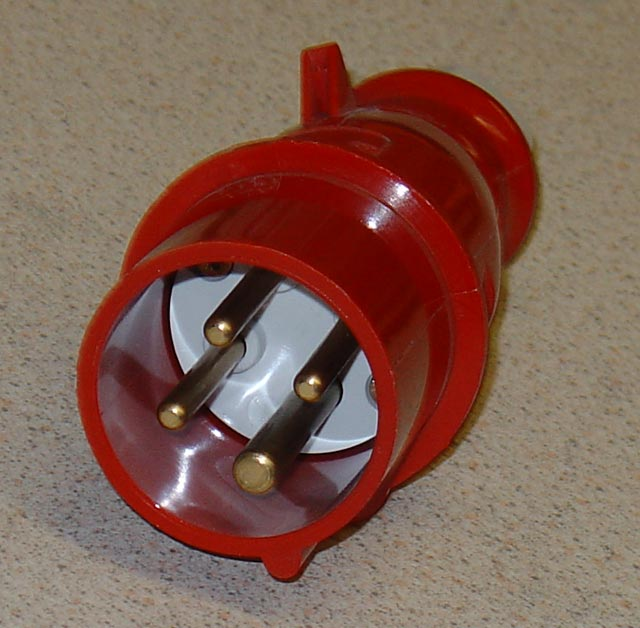
Una spina trifase

La spina trifase 400 V può essere a 4 contatti (tre fasi e terra) oppure a 5 contatti (tre fasi, neutro e terra).
Viene usata nei cantieri edili e per macchine industriali e trifasi.
Le tre fasi sono indicate come L1, L2 e L3, il neutro con N e ⏚ per la terra.
Caratteristiche:
- tensione d'impiego: da 50 a 690 V
- frequenza d'impiego: 50/60 Hz.
- tensione d'isolamento: 690 V
- correnti nominali: 16-32-63-125 A

## Connettori IEC 60320

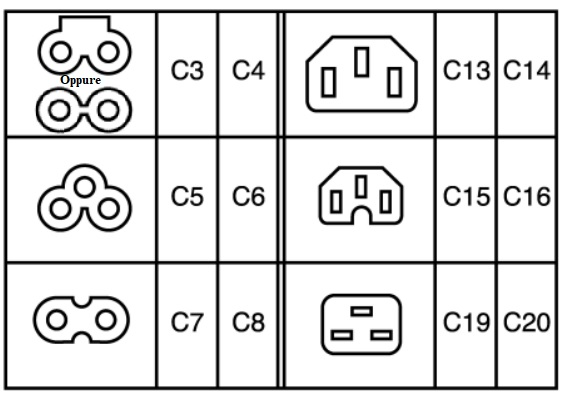
Sezioni verticali di alcune prese/spine, in base alla normativa IEC 60320

L'International Electrotechnical Commission (IEC) con la regolamentazione IEC 60320 ha definito uno standard di spine e delle corrispondenti prese da utilizzarsi per il collegamento di apparecchiature varie.
I connettori IEC 60320 pertanto non sono utilizzati come prese domestiche generiche, ma si trovano comunemente sul retro delle apparecchiature.
Lo standard comprende diverse coppie di connettori con due o tre conduttori, adatte per diverse intensità di corrente e temperature massime di funzionamento (70 °C ove non diversamente specificato):
- C1/C2 2-conduttori 0,2 A (non polarizzata)
- C3/C4 2-conduttori 2,5 A
- C5/C6 3-conduttori 2,5 A
- C7/C8 2-conduttori 2,5 A (non polarizzata)
- C9/C10 2-conduttori 6 A (non polarizzata)
- C11/C12 2-conduttori 10 A
- C13/C14 3-conduttori 10 A
- C15/C16 3-conduttori 10 A (temperatura massima 120 °C)
- C15A/C16ª 3-conduttori 10 A (temperatura massima 155 °C)
- C17/C18 2-conduttori 16 A
- C19/C20 3-conduttori 16 A
- C21/22 3-conduttori 16 A (temperatura massima 155 °C)
- C23/24 2-conduttori 16 A

I connettori con numero dispari si inseriscono nei corrispondenti connettori con numero pari immediatamente superiore: per esempio C1 si inserisce in C2 e C15A in C16A.

### C5/C6

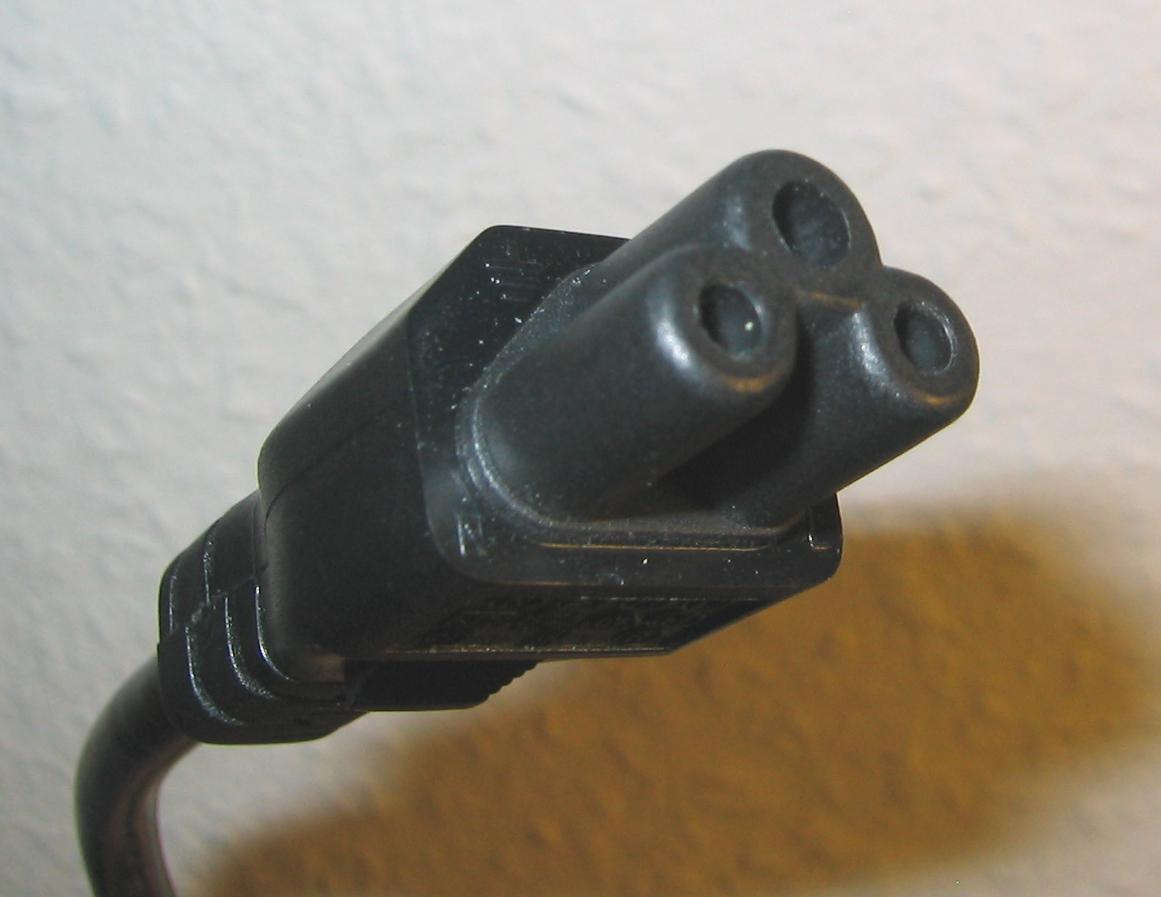
Connettore C5 volante

Il connettore C5 e il corrispondente a pannello C6 sopportano una corrente massima di 2,5 A e sono frequentemente utilizzati per collegare gli alimentatori per computer portatili alla rete elettrica. Nei paesi anglosassoni sono anche conosciuti come connettori Mickey Mouse per la somiglianza con la silhouette del personaggio disneyano.

### C13/C14
Il connettore di ingresso C14 con montaggio a pannello è utilizzato per collegare il cavo di alimentazione nei personal computer, monitor, stampanti, PlayStation 3 (solo Fat) e in molti altri apparecchi elettronici che richiedono la connessione di messa a terra. Questo tipo di connettore viene chiamato comunemente VDE.
In alcuni computer è presente anche un connettore di uscita C13 per alimentare il monitor.
L'utilizzo di questo tipo di connettore consente di distribuire lo stesso apparecchio in tutti i mercati del mondo, abbinando di volta in volta un cavo di collegamento terminante con la spina adottata nel luogo di destinazione.

### C15/C16

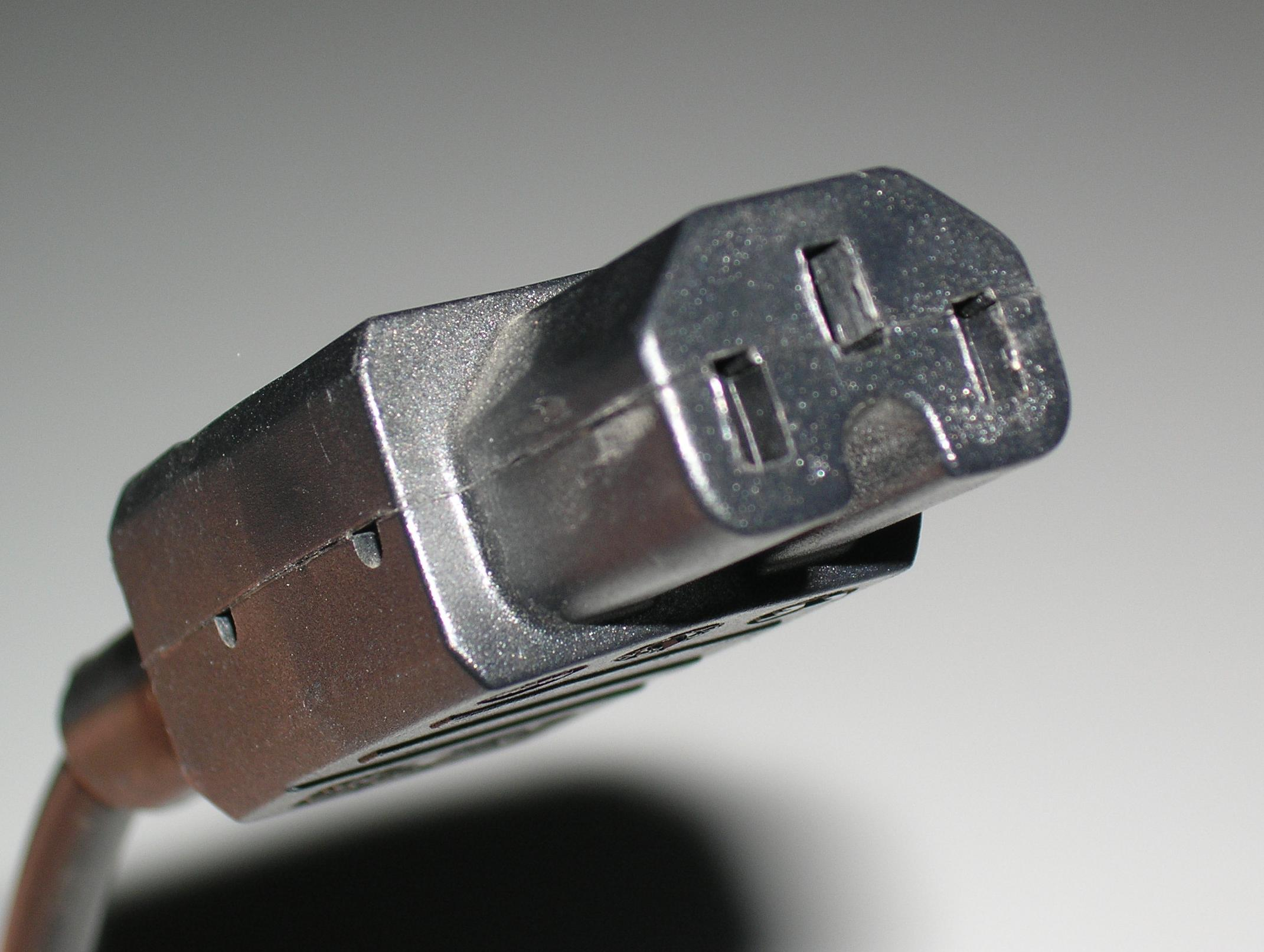
Connettore C15 volante

Il connettore di ingresso C15 e la corrispondente presa C16 sono simili alla coppia C13/C14, ma sono adatte per operare a temperature maggiori, 120 °C invece di 70 °C. Per questo motivo sono largamente utilizzate per il collegamento del cavo di alimentazione a bollitori elettrici e altri elettrodomestici.
Presa e spina hanno una chiave di inserimento tale per cui un cavo con connettore C15 può entrare in un ricettacolo C14, ma un connettore C13 non entra in un C16. In questo modo è possibile usare un cavo per alta temperatura in un apparecchio che non ne necessita, come un computer, ma non è possibile collegare un cavo per bassa temperatura a un bollitore. Normalmente i cavi elettrici con cui sono assemblati sono di colore: azzurro (N - Neutro), giallo-verde (Terra o massa) e marrone (L - Linea o fase).

### C19/C20

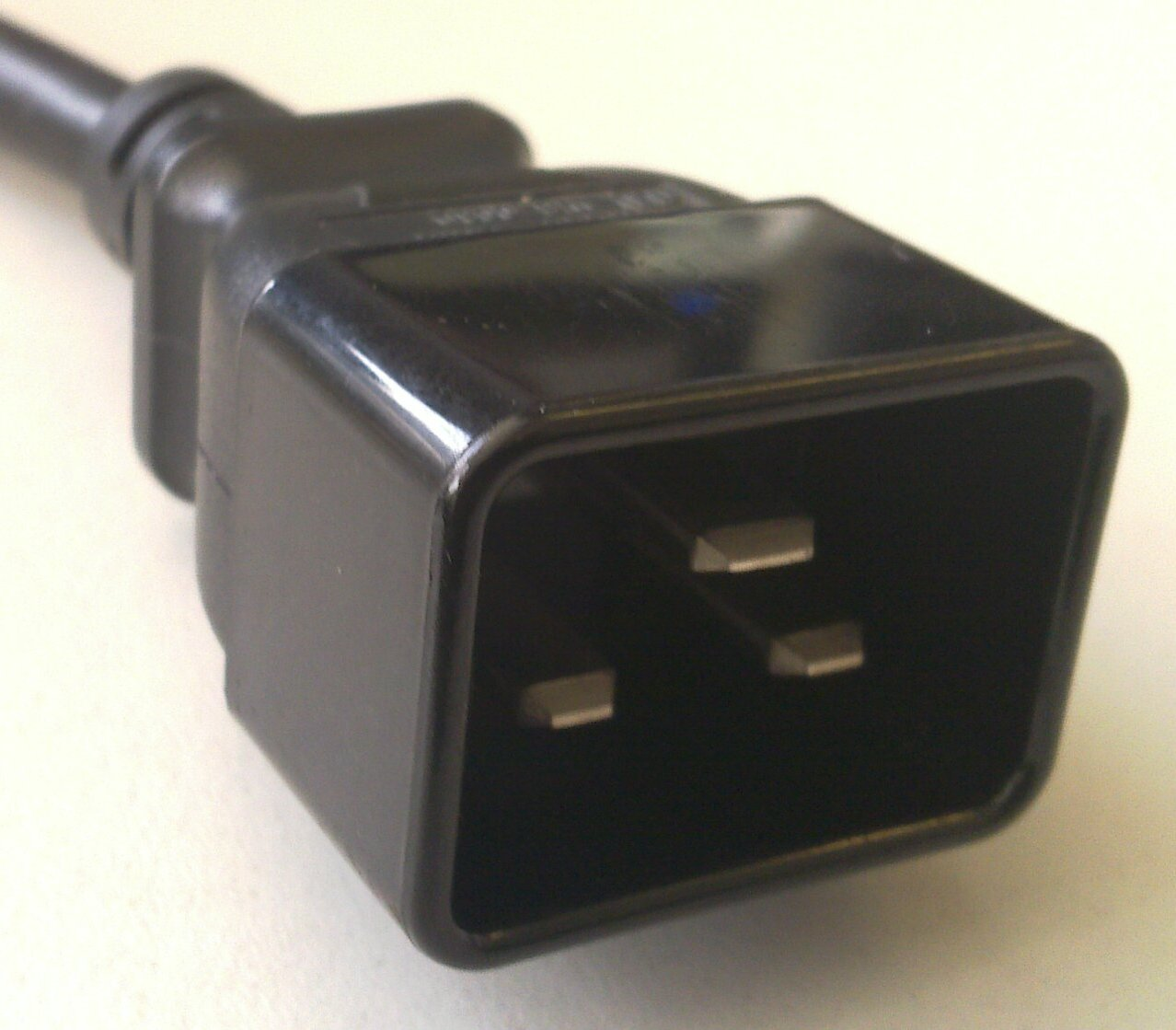
Spina volante IEC60320-C20

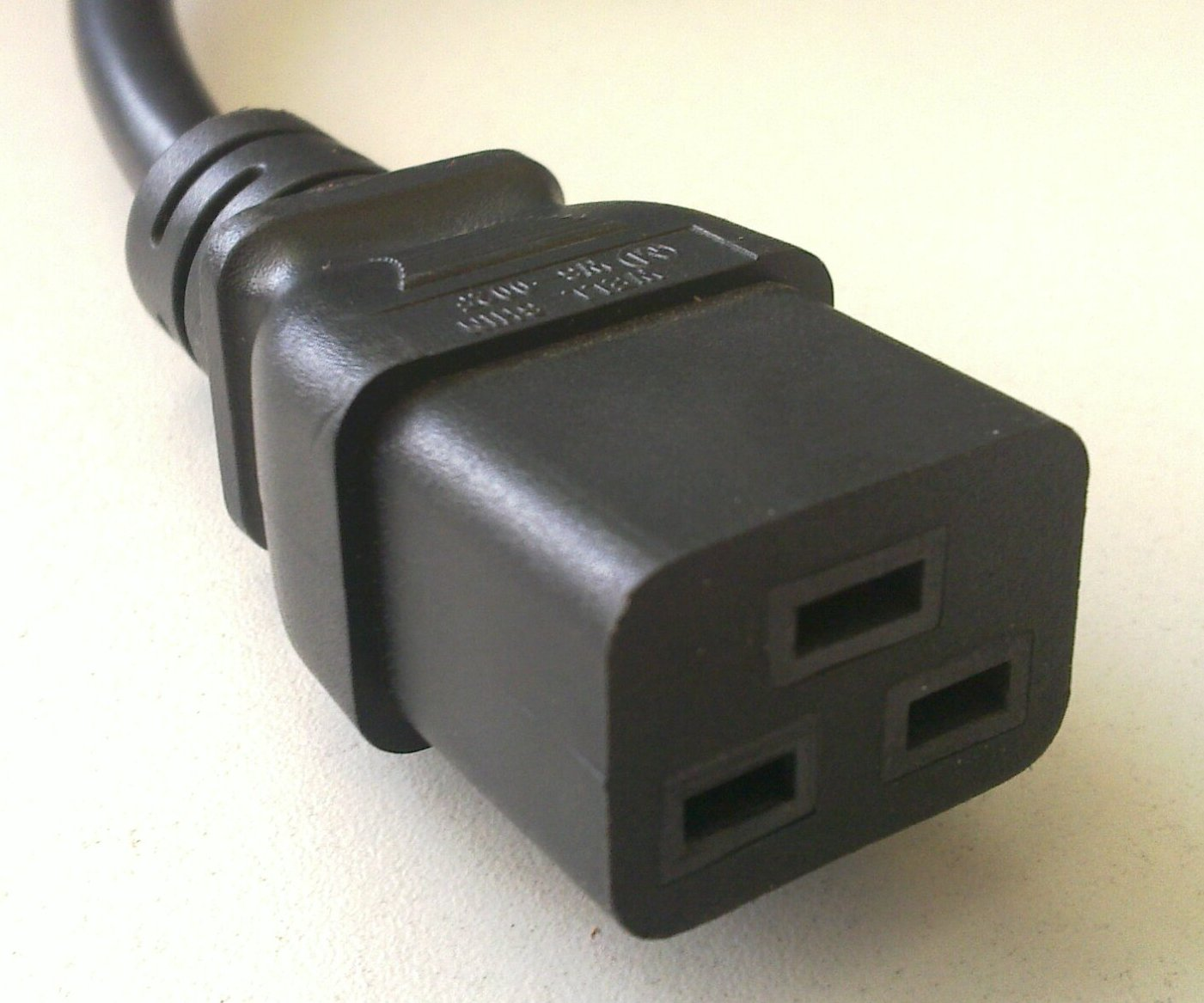
Presa volante IEC60320-C19

Queste spine sono utilizzate in informatica per UPS (Uninterruptible Power Supply) o per l'alimentazione di rack (armadi) informatici.

### Altri

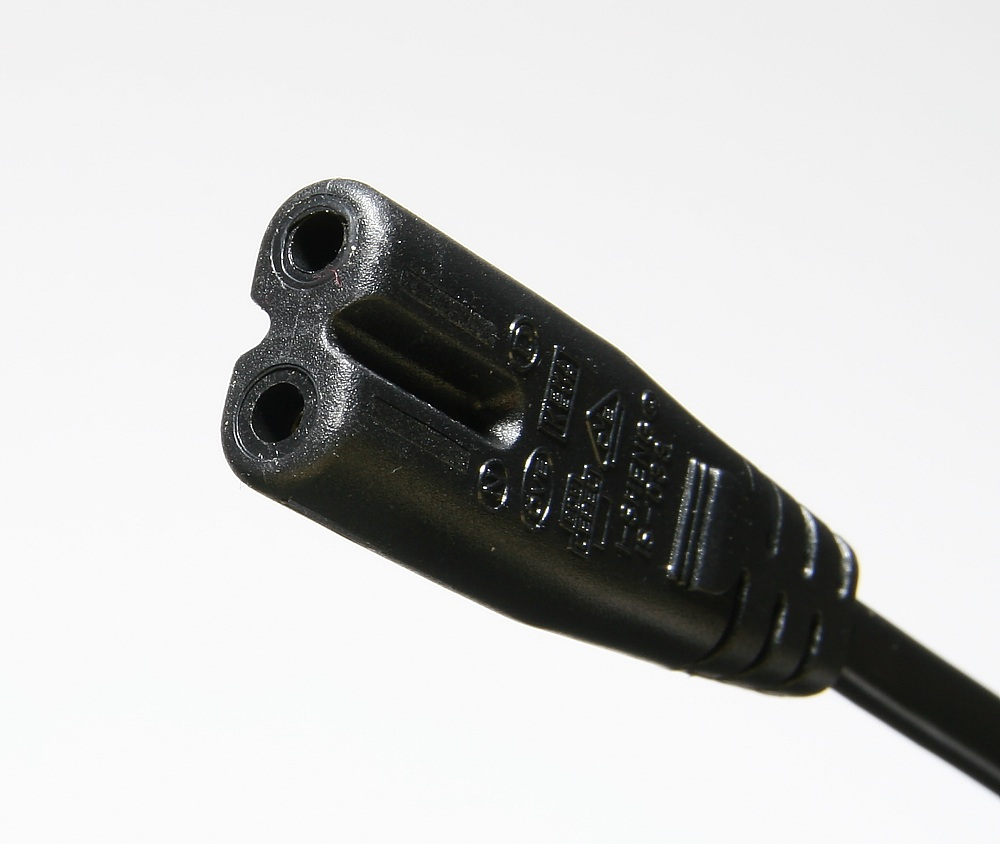
Connettore C7 volante

I connettori non polarizzati C1/C2 (massimo 0,2 A) e C7/C8 (massimo 2,4 A) sono comunemente usati in piccoli apparecchi senza messa a terra quali radio, registratori a cassette, ecc. I C1 sono frequenti nei rasoi elettrici. I C7 sono anche utilizzati in alcuni televisori portatili, alcuni alimentatori (notebook, stampanti, hard disk esterni, ecc.) e per alcune console da gioco (Dreamcast, Xbox One, PlayStation (fino alla serie 9000), PlayStation 2 (Fat, serie 90000 e adattatori per serie 70000), PlayStation 3 (Slim e Super Slim), PlayStation 4 e PlayStation 5).

## Sistemi elettrici nel mondo
Le cartine riportate mostrano i valori di tensione e frequenza utilizzati nel mondo e i vari tipi di prese e spine elettriche impiegati. Per l'elenco dettagliato delle nazioni vedi Standard elettrici nel mondo. La mappa indica 220 V ma in realtà in tutta l'Unione europea si è portata a 230/400 V nominali da qualche anno.

Mappa mondiale colorata secondo le tensioni e frequenze dell'energia elettrica negli impianti di distribuzione per uso domestico

Mappa mondiale colorata secondo il tipo di spina elettrica in uso negli impianti elettrici di uso civile